# Tōkyō
Tōkyō, Tokyo, uneori scris și Tokio (東京 Tōkyō ▶?, literal „Capitala de Est”), oficial Metropola Tokyo, este capitala Japoniei și una dintre cele 47 de prefecturi ale țării.  Este cea mai populată zonă metropolitană din lume și considerat unul dintre cele mai moderne orașe din lume.
Aici se află sediul Guvernului Japoniei și reședința împăratului. Tokyo este situat în Regiunea Kantō în partea de sud-est a insulei principale Honshu și include lanțurile de insule Izu și Ogasawara.  În trecut cunoscut drept Edo, a fost sediul guvernului încă din 1603 când Shogunul Ieyasu Tokugawa a făcut orașul sediul său. A devenit oficial capitală când Împăratul Meiji și-a mutat în anul 1868 reședința în oraș din fosta capitală Kyoto; atunci Edo a fost redenumit în Tokyo. Metropola Tokyo s-a format în 1943 prin unirea fostei Prefecturii Tokyo (東京府 Tōkyō-fu) cu Orașul Tokyo (東京市 Tōkyō-shi).
Tokyo este adesea menționat ca fiind oraș, dar de fapt este oficial cunoscut și guvernat drept o “prefectură metropolitană”, care diferă prin combinarea elementelor unui oraș și cele ale unei prefecturi, caracteristică întâlnită numai în Tokyo. Guvernul Metropolitan din Tokyo administrează cele 23 de Cartiere Speciale din Tokyo (fiecare condus ca un oraș în sine), care acoperea zona Orașului Tokyo înainte să se unească în 1943 și să formeze prefectura metropolitană. Guvernul Metropolitan mai administrează și 39 de municipalități situate în partea de vest a prefecturii dar și cele două lanțuri de insule. Populația cartierelor speciale este de peste 9 milioane de locuitori cu populația totală a prefecturii ce depașește 13 milioane de locuitori. Prefectura face parte din zona metropolitană cea mai populată din lume având peste 37.8 milioane de locuitori dar și cea mai dezvoltată aglomerare urbană din punct de vedere economic. Orașul găzduiește 51 de companii ce fac parte din Fortune Global 500, mai multe decât oricare oraș din lume.  Tokyo este situat pe locul trei în topul organizat de International Financial Centres Development IndexEdit. Orașul găzduiește de asemenea numeroase televiziuni cum ar fi: Fuji TV, Tokyo MX, TV Tokyo, TV Asahi, Nippon Television, NHK și Tokyo Broadcasting System.
Tokyo este situat pe locul întai în Global Economic Power Index și pe locul patru în Global Cityes Index.  Orașul este considerat un oraș alfa – în studiul GaWC din 2008. Orașul a fost clasat pe primul loc în anul 2014 în categoria „Cea mai bună experiență generală” de către TripAdvisor într-o analiză a orașelor lumii orașul este de asemenea situat primul în categoriile: „ajutorul dat de localnici”, „viață de noapte”, „cumpărături”, „transport public local”, și „curățenia străzilor”.  În 2015 Tokyo a fost situat pe locul unsprezece în topul celor mai scumpe orașe pentru străini conform firmei de consultanță Mercer , dar și pe locul unsprezece în topul celor mai scumpe orașe în analiza despre costul vieții realizată de către Economist Intelligence Unit.  In 2015 Tokyo a fost numit de catre Revista britanică Monocle.  Ghidul Michelin a acordat orașului Tokyo cele mai multe stele Michelin decât oricărui alt oraș din lume.  Tokyo este situat pe locul întâi în topul celor mai sigure orașe din lume.  Ediția din 2016 a QS Best Student Cities a clasat Tokyo pe locul trei în topul celor mai bune orașe de a fi student.  Tokyo a găzduit Jocurile Olimpice de vară din 1964, Jocurile Olimpice de vară din 2020 și Jocurile Paralimpice de vară din 2020 și Summitul G-7 din 1979, Summitul G-7 din 1986 și Summitul G-7 din 1993.

## Etimologie
Tokyo era inițial cunoscut drept Edo (江戸) , care înseamnă „estuar”.  Numele a fost schimbat în Tokyo , (東京 Tōkyō?, 東 tō "est", și 京 kyō "capitală") când a devenit capitala imperială odată cu sosirea Împăratului Meiji din 1868, urmând tradiția din Asia de Est de a adăuga cuvantul capitală (京) la numele orașului capitală. La începutul perioadei Meijin orașului i se mai spunea și "Tōkei" o altă pronunțare a caracterelor Chinezești care înseamnă „Tokyo” devenind un omograf Kenji. Niște documente oficiale Englezești care au rezistat timpului se folosește „Tokei”. Totuși această pronunțare este învechită.
Numele de Tokyo a apărut pentru prima dată în cartea Kondo Hisaku scrisă de Sato Nobuhiro.  Când Ōkubo Toshimichi a propus schimbarea numelui orașului către guvern în timpul Restaurări Meiji, conform lui Oda Kanshi (織田完之) a luat idea din acea carte.

## Istorie

### Înainte de 1869 (Perioada Edo)

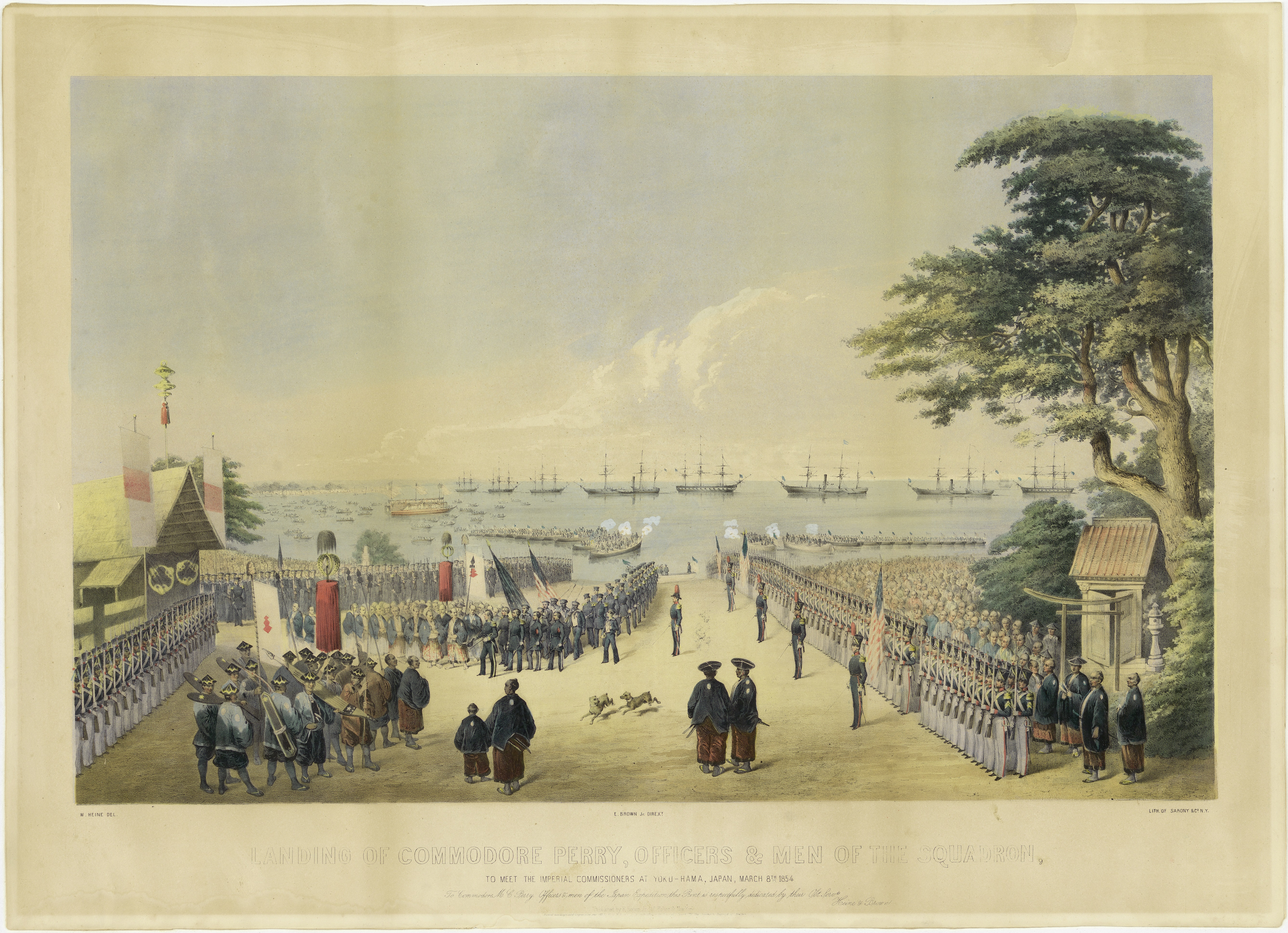
Pictură ce reprezintă expediția Comodorul Matthew Perry și prima sa venire în Japonia din 1853

Tokyo a fost la început un mic sat pescăresc numit Edo, în vechea Provincie Musashi . Edo a fost pentru prima dată fortificat de către Clanul Edo la sfârșitul sec al XII- lea. În anul 1457 Ōta Dōkan a construit Castelul Edo. În 1590, Tokugawa Ieyasu a făcut din Edo baza lui. Când a devenit Shogun în 1603, Edo a devenit centrul guvernului militar național. În timpul ulterior perioadei Edo, Edo a crescut ajungând unul dintre cele mai mari orașe din lume având o populație ce însuma un milion până în sec al 18-lea. Edo era capitala de facto a Japoniei chiar și în timp ce împăratul locuia la Kyoto capitala imperială. În acest timp orașul s-a bucurat de o perioadă prelungă de pace numită și Pax Tokugawa, beneficiind de o astfel de pace, Edo a adoptat o stringentă politică de izolare, care a ajutat să perpetueze lipsa unei amenințări militare grave asupra orașului. În lipsa daunelor produse de către razboi Edo și-a direcționat majoritatea resurselor pentru a reconstrui orașul în urma incendiilor persistente, cutremure și alte calamități naturale care au lovit orașul. Perioada de lungă izolare a luat sfârșit odată cu sosirea Comodorului American Matthew C. Perry în 1853. Comodorul Perry a negociat deschiderea porturilor Shimoda și Hakodate, fapt ce a dus la creșterea cererii de noi mărfuri străine și la o creștere ulterioară a inflației. Neliniștea socială a crescut datorită creșterii prețurilor și a culminat cu răspândite rebeliuni și demonstrații, în special sub forma „distrugerii” unităților cu orez. În acest timp susținătorii Împăratului Meiji au profitat de aceste tulburări create de rebeliuni pentru a-și consolida puterea și a înlătura pe ultimului shogun Tokugawa, Yoshinobu, în 1867. După aproape 263 de ani Pax Tokugawa a ajuns la sfârșit.

### 1869- 1943

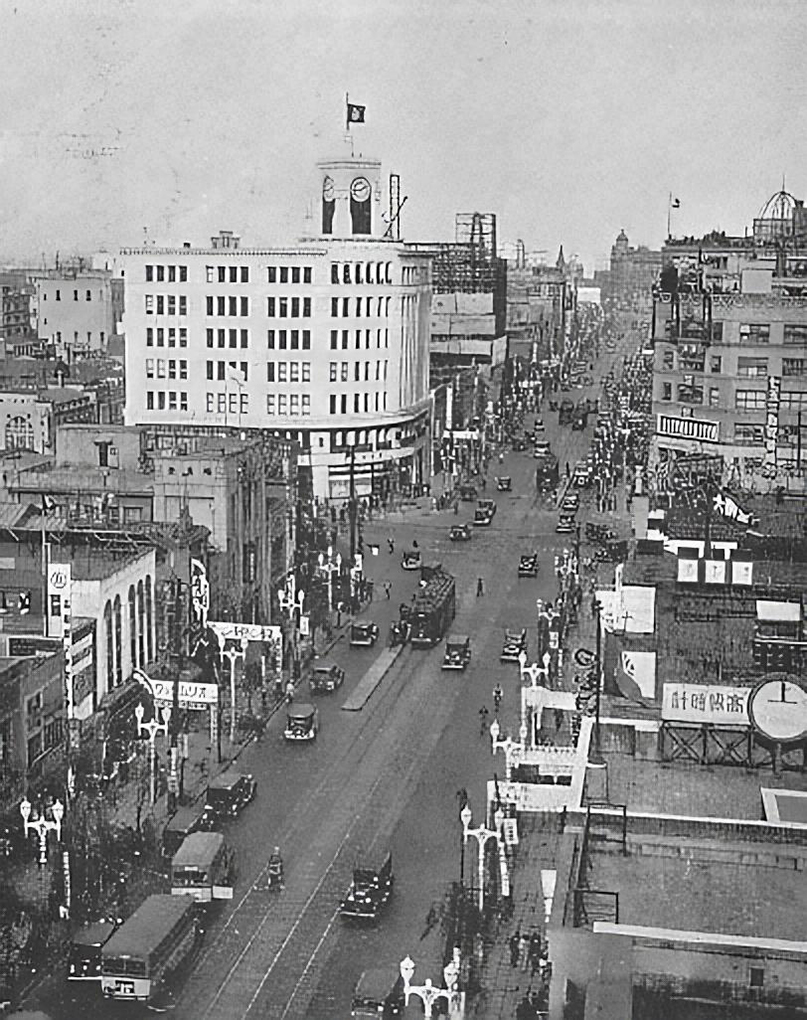
Zona Ginza în 1933

În 1869 Împăratul Meiji în vârstă de 17 ani s-a mutat la Edo și astfel orașul a fost redenumit Tokyo (însemnând Capitala de Est). Orașul a fost împărțit în Yamanote și Shitamachi. Tokyo era deja centrul politic și cultural al țării iar mutarea reședinței împăratului l-a făcut de facto și capitală imperială, Castelul Edo devenind Palatul Imperial. Orașul Tokyo a fost înființat oficial la data de 1 mai 1889.
Tokyo în secolul al XX-lea a suferit două mari catastrofe: Marele Cutremur Kanto din 1923 și Al Doilea Război Mondial.

### 1943 – prezent

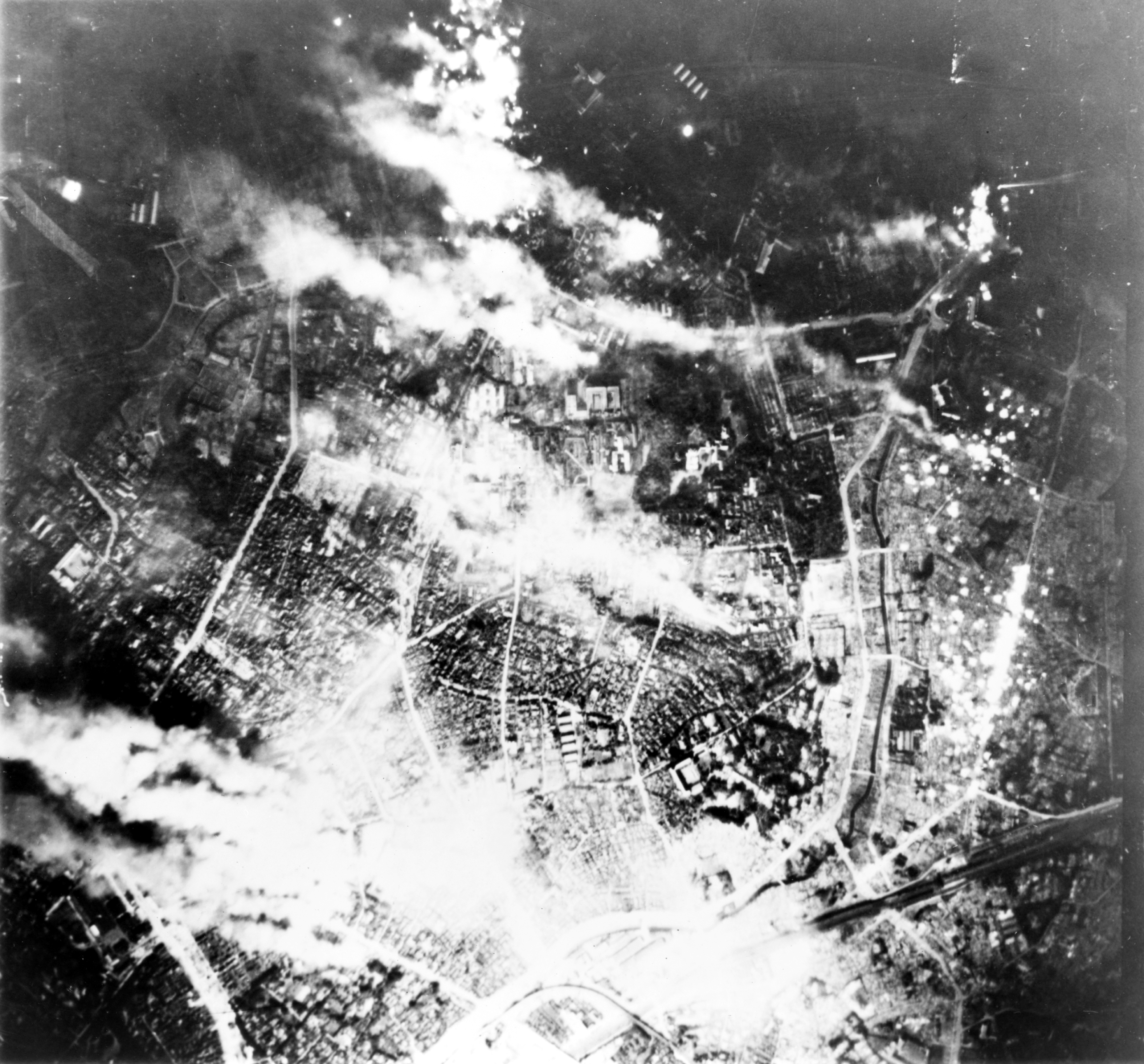
Tokyo în flăcari în 1945

În anul 1943, Orașul Tokyo a fuzionat cu „Prefectura Metropolitană” a Tokyo. Începând de atunci guvernul metropolitan din Tokyo a servit drept guvern prefectural pentru Tokyo dar și să administreze Cartierele Speciale din Tokyo, pentru ceea ce fusese anterior Orașul Tokyo.
Al Doilea Război Mondial a adus cu el și distrugerea la scară largă a unei mari proporții din oraș datorită raidurilor aeriene a Aliatilor și folosirea bombelor incendiare. Se estimează că bombardamentele asupra orașului din anii 1944 și 1945 au produs între 75.000 și 200.000 de victime în rândul și mai mult de jumătate din oraș distrus. Cea mai devastatoare noapte din război a fost la data de 9-10 martie 1945, când aproape 70.000 de bombe incendiare au căzut asupra jumătății de est a orașului, în principal asupra zonelor intens populate. Două cincimi din oraș au fost arse complet, mai mult de 270.000 de clădiri au fost demolate, 100.000 de civili au fost uciși și încă 110.000 au fost răniți. Între anii 1940 și 1945 populația capitalei Japoniei a scăzut de la 6.700.000 la 2.800.000 locuitori, iar majoritatea celor care și-au pierdut casele stăteau în locuințe improvizate.
După război, Tokyo a fost complet reconstruit și a fost prezentat lumii în timpul Jocurile Olimpice de vară din 1964. Anii 1970 au adus noi construcții cum ar fi Sunshine 60, un nou și controversat aeroport la Narita construit în 1978 (lângă oraș), și o creștere a populației la 11.000.000 de locuitori (în zona metropolitană).
Metroul din Tokyo și rețeaua de căi ferate au devenit unele dintre cele mai aglomerate din lume cum din ce în ce mai multă lume se muta în zonă. În anii 1980 prețurile imobiliarelor au crescut foarte mult. Această perioadă a fost urmată de o mare recesiune, anii 1990 au devenit „Decada Pierdută (Japonia)”  din care și acum își revine încet.
Tokyo încă asistă la noi dezvoltări urbane pe loturi mari de pământ care nu sunt așa de profitabile. Printre proiectele recente se numără și Ebisu, Shibuya Garden Place, Insul Tennozu, Shiodome, Roppongi Hills, Shinagawa (acum și o stație Shinkansen) și partea Marunouchi din Tokyo Station. Clădiri cu importanță sunt demolate pentru a fi construite centre comerciale moderne cum ar fi Omotesando Hills.
Proiecte de recuperare a pământului au loc de foarte mult timp. Cel mai proeminent este zona Odaiba, care acum este un mare centru comercial și de distracții. Mai multe planuri au fost propuse pentru a transfera funcții guvernamentale naționale de la Takyo către capitale secundare în alte părți ale Japoniei, pentru a încetini dezvoltarea rapidă a Tokyo și pentru a revitaliza din punct de vedere economic alte regiuni ale țării. Aceste planuri au ridicat controverse în Japonia și încă trebuie puse în practică.
Cutremurul din Tohoku din anul 2011 urmat de tsunamiul care a devastat coasta de nord-est a insulei Honshu a fost simțit și în Tokyo. În orice caz datorită infrastructurii rezistente la cutremur, daunele asupra orașului au fost minore în comparație cu zona care a fost lovită direct de tsunami, totuși activitatea din oraș a fost în mare parte oprită. Criza nucleară care a urmat tsunamiului a lăsat în mare parte orașul Tokyo neafectat în ciuda unor variații în nivelul radiațiilor. 
Pe 7 septembrie 2013 Comitetul Olimpic Internațional a selectat orașul Tokyo să găzduiască Jocurile Olimpice de vară din 2020. Tokyo a devenit astfel primul oraș din Asia care va organiza Jocurile Olimpice de două ori.

## Geografie

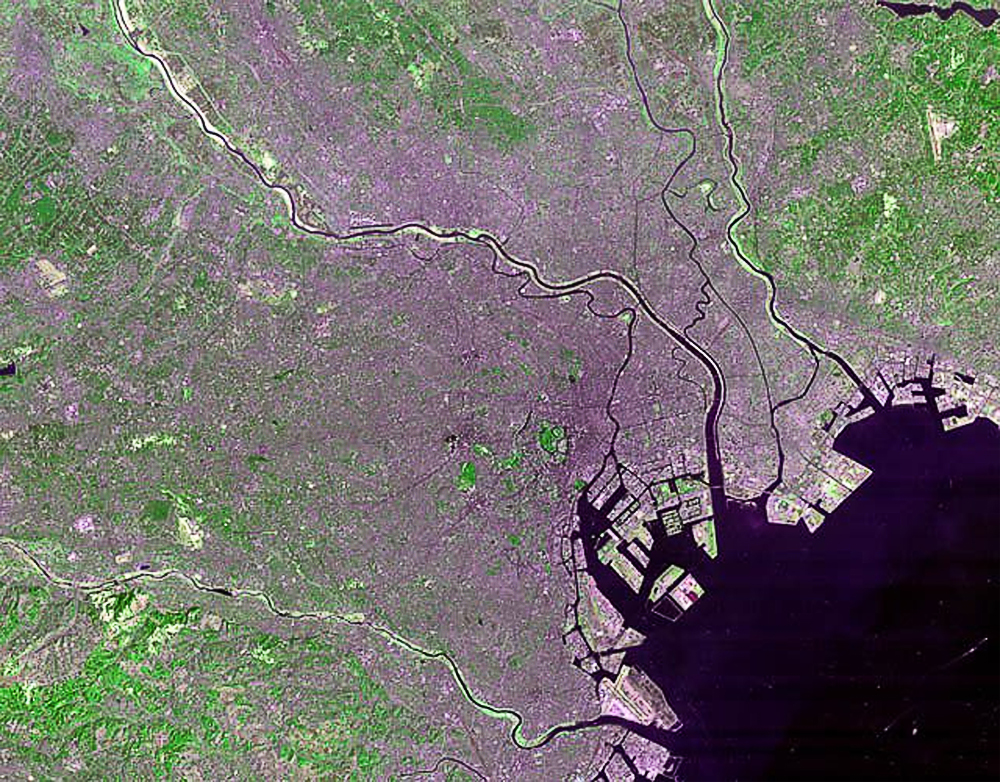
Poză din satelit a celor 23 de Cartiere Speciale realizată de NASA. Landsat 7

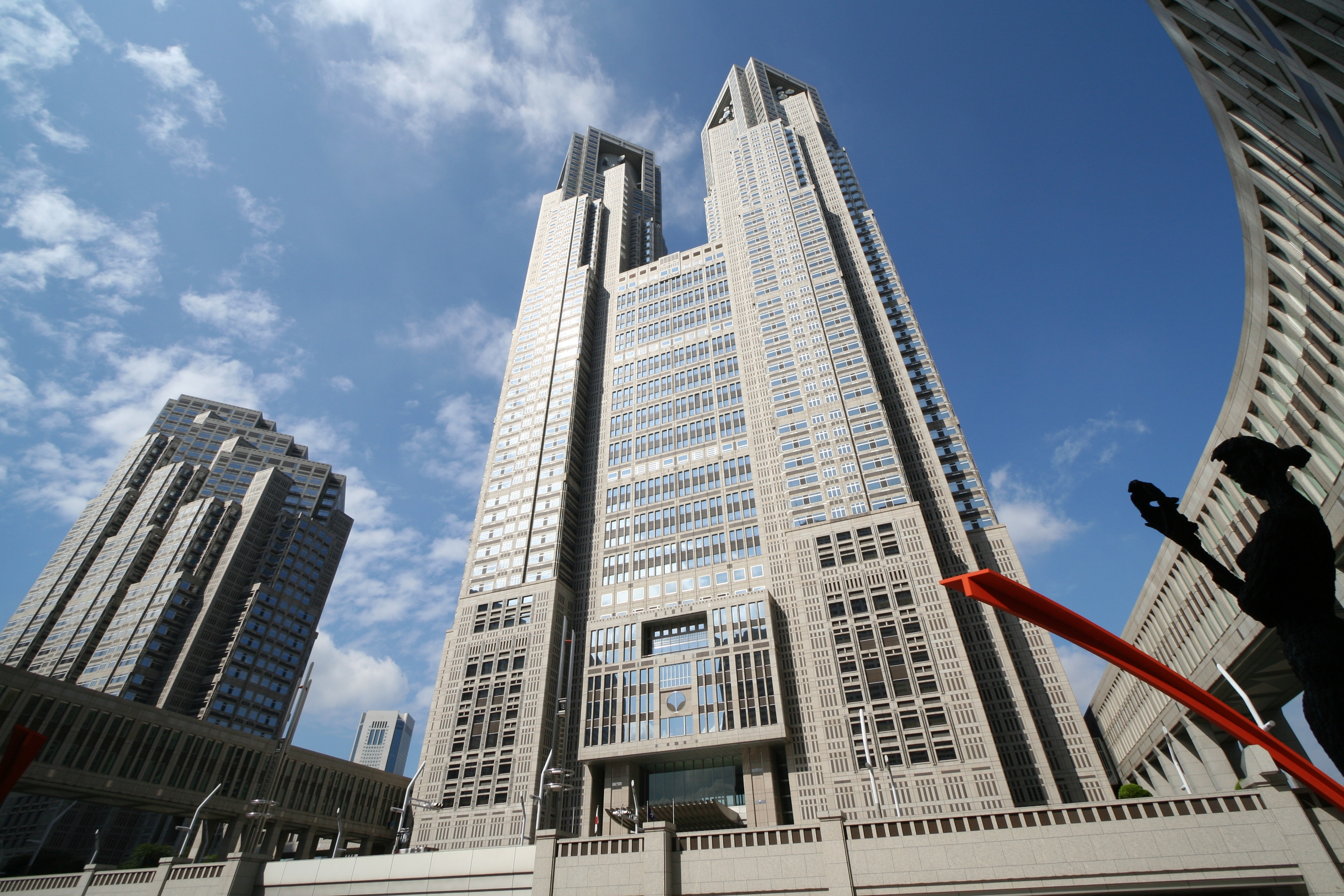
Sediul Guvernului Metropolitan

Partea continentală a Tokyo se află în partea de nord-vest a Golfului Tokyo și măsoară în jur de 90 km de la est la vest și 25 km de la sud la nord. Altitudinea medie în Tokyo este de 40 metri. Prefectura Chiba îl mărginește în partea de Est, Yamanashi la Vest, Kanagawa la Sud și Saitama în partea de Nord. Partea continentală a Tokyo este împărțită în Cartiere Speciale (ocupând jumatatea estică) și zona Tama (多摩地域) ce se întinde în partea de vest.
În zona administrativă a Metropolei Tokyo se află și două lanțuri de insule în Oceanul Pacific: Insulele Izu și Insulele Ogasawara care se întind la mai mult de 1.000 km față de continent. Din cauza acestor insule și a regiunii muntoase de la vest, densitatea totală a populației orașului nu coincide cu realitatea, cifrele depășesc cu mult cifrele reale ale densității din zonele urbane și cele suburbane.
Sub legea Japoneză, Tokyo, este desemnat ca o metropolă.  Structura administrativă este similară cu a celorlalte prefecturi din Japonia. Cele 23 de Cartiere Speciale (特別区 -ku), care până în 1943 a constituit Orașul Tokyo, sunt acum separate, sunt municipalități ce se guvernează singure, fiecare are un primar, un consiliu și are statutul unui oraș.
Pe lângă aceste 23 de Cartiere Speciale, Tokyo include și alte 26 de orașe (市 -shi), cinci orașele mai mici (町 -chō or machi), și opt sate (村 -son sau -mura) fiecare dintre acestea are administrație proprie. Guvernul Metropolitan din Tokyo, care administrează întreaga metropolă, este condus de către un guvernator și de către adunarea metropolitană care sunt aleși prin vot public. Sediul guvernului metropolitan se află în cartierul Shinjuku.

### Cartierele Speciale sau Secțiile Speciale
Cartierele Speciale (特別区 tokubetsu-ku) din Tokyo cuprind zona care în trecut era incorporată în Orașul Tokyo. Pe 1 iulie 1943, Orașul Tokyo a fuzionat cu Prefectura Tokyo, (東京府 Tōkyō-fu) formând „prefectura metropolitană”. Drept rezultat, spre deosebire de alte cartiere din Japonia, aceste cartiere sunt practic orașe incorporate într-un oraș mai mare. În timp ce se încadrează în jurisdicția Guvernului Metropolitan din Tokyo, fiecare dintre aceste cartiere se auto-guvernează, având un conducător și consiliu ales ca oricare alt oraș din Japonia. Aceste Cartiere folosesc cuvântul „City” (oraș) în denumirea oficială în engleză (ex: Chiyoda City). 
Cartierele diferă de alte orașe printr-o legătură administrativă specială cu guvernul prefectural. Anumite atribuții municipale cum ar fi: apa, canalizarea, și secțiile de pompieri se ocupă Guvernul Metropolitan din Tokyo. Pentru a plăti costurile administretive suplimentare, prefectura colecteaza taxele municipale, care de obicei erau percepute de către oraș.
Cartierele Speciale din Tokyo sunt:
| - Adachi - Arakawa - Bunkyō - Chiyoda | - Chūō - Edogawa (sector special) - Itabashi - Katsushika | - Kita - Kōtō - Meguro - Minato | - Nakano - Nerima - Ōta - Setagaya | - Shibuya - Shinagawa - Shinjuku - Suginami | - Sumida - Taitō - Toshima |

Cele trei “cartiere centrale” din Tokyo – Chiyoda, Chūō și Minato – reprezintă centrul de afaceri al orașului, având ziua o populație de șapte ori mai mare decat populația din timpul nopții. Cartierul Chiyoda este unic încât este centrul fostului Oraș Tokyo, cu toate acestea este unul dintre cele mai slab populate cartiere. Este ocupt de multe companii Japoneze mari, este de asemenea locul în care se află sediul guvenului naționalși al împăratului. Este de multe ori numit “centrul politic” al țării. Akihabara cunoscut ca fiind un centru cultural otaku și o zonă comercială în care se vând produse IT, se află de asemenea în Chiyoda.

### Zona Tama (Tokyo de Vest)
În partea de vest a cartierelor speciale , Tokyo este format din orașe cu rang de municipii, orașe și sate care se bucură de același statut ca oricare altul din Japonia.
În timp ce servesc drept “loc de dormit” pentru cei care lucrează în centrul Tokyo, unele dintre ele au o bază comercială și industrială.
Toate la un loc acestea sunt cunoscute ca Zona Tama sau “Tokyo de Vest”.

### Municipii
În partea de Vest a Tokyo sunt situate 26 de municipii:
| - Akiruno - Akishima - Chōfu - Fuchū - Fussa | - Hachiōji - Hamura - Higashikurume - Higashimurayama - Higashiyamato | - Hino - Inagi - Kiyose - Kodaira - Koganei | - Kokubunji - Komae - Kunitachi - Machida - Mitaka | - Musashimurayama - Musashino - Nishitōkyō - Ōme - Tachikawa - Tama |

Guvernul Metropolitan din Tokyo a numit Hachiōji, Tachikawa, Machida, Ōme și orașul nou Tama drept centre regionale ale zonei, ca parte din planul de a dispersa funcțiile urbane din Centrul Tokyo.

### Districtul Nishi-Tama

Harta Districtului Nishi-Tama cu verde

Vestul îndepărtat este ocupat de districtul Nishi-Tama. Mare parte din această regiune este muntoasă și nepotrivită pentru a fi urbanizată. Cel mai înalt munte din Tokyo, Muntele Kumotori are 2.017 metri înălțime; alți munți din Tokyo includ Takasu (1,737 m), Odake (1,266 m), și Mitake (929 m). Lacul Okutama de pe Râul Tama aproape de Prefectura Yamanashi este cel mai mare lac din Tokyo. Districtul este format din trei orașele (Hinode, Mizuho și Okutama) dar și un sat (Hinoara).

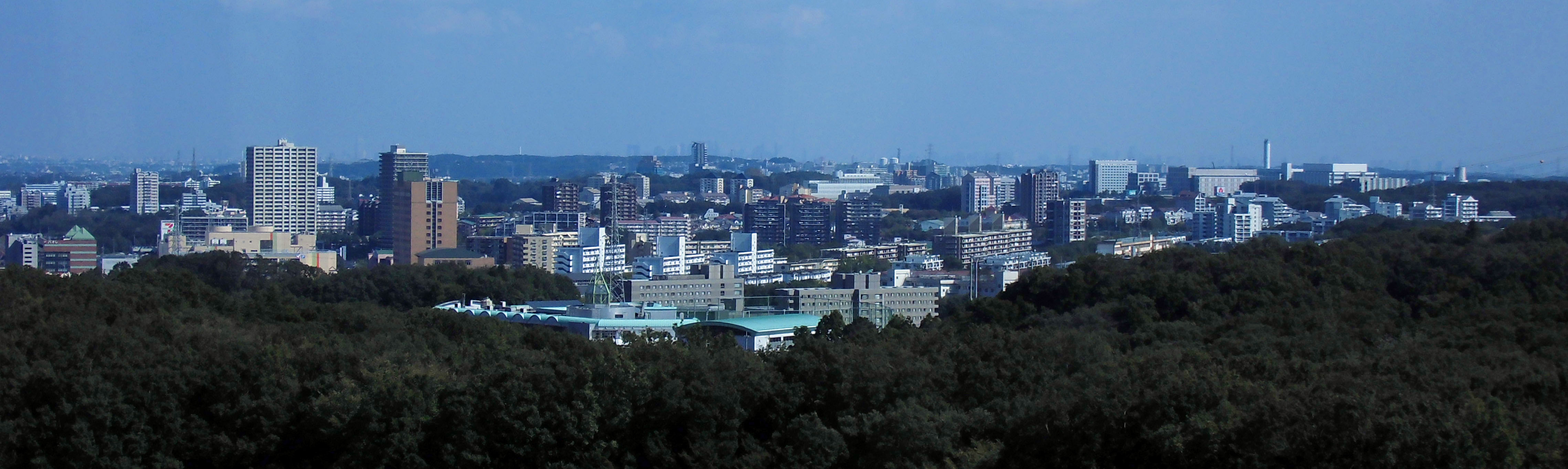
Tama
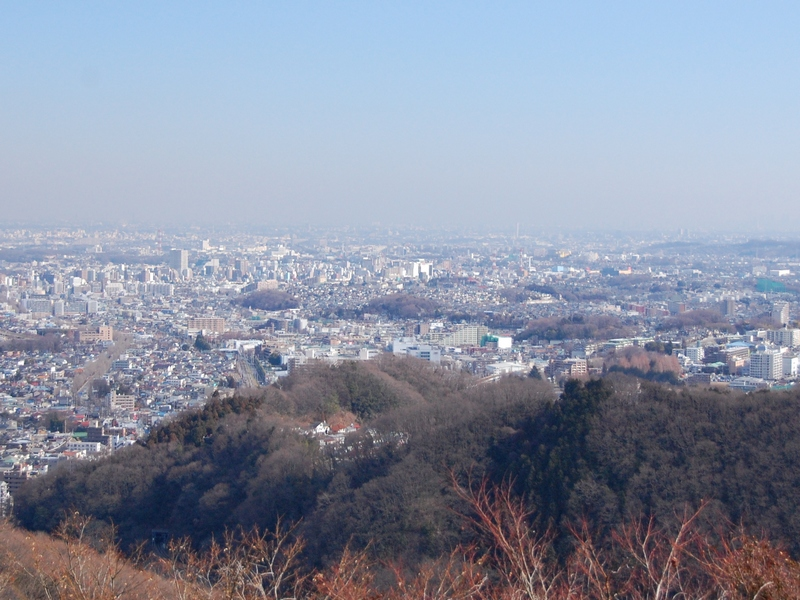
Hachioji
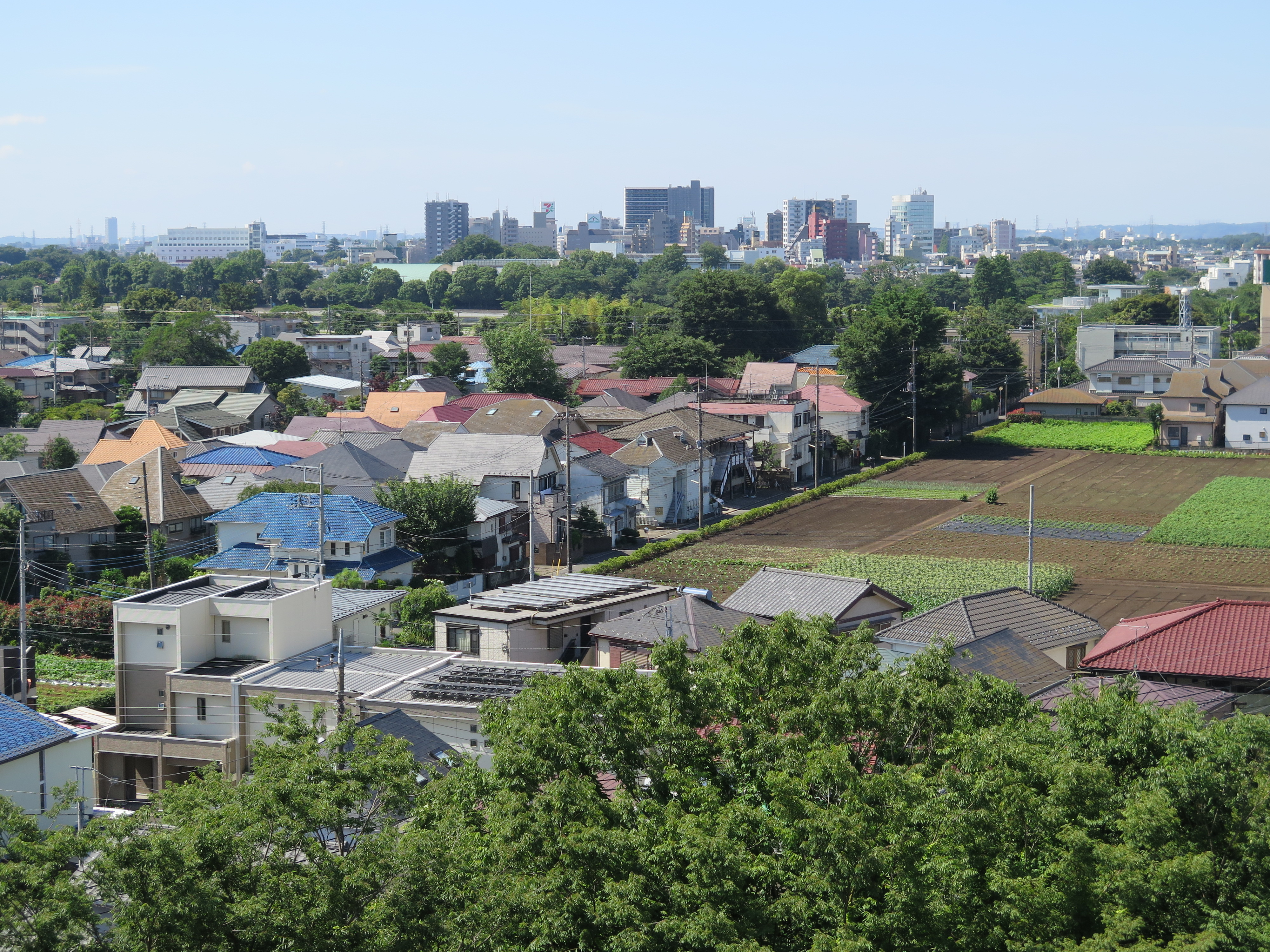
Musashino

### Insulele

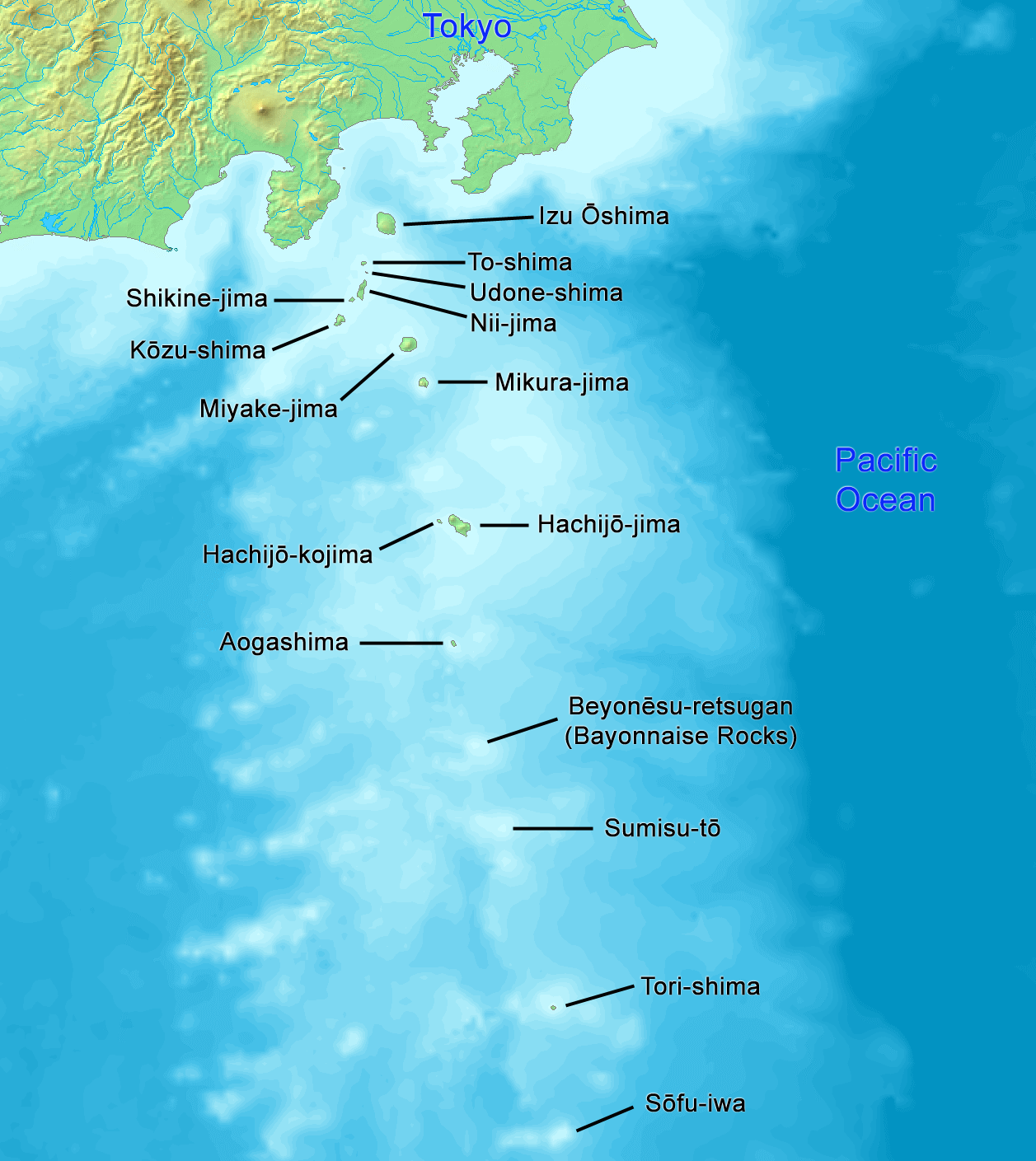
Hartă a Insulelor Izu etichetate cu negru

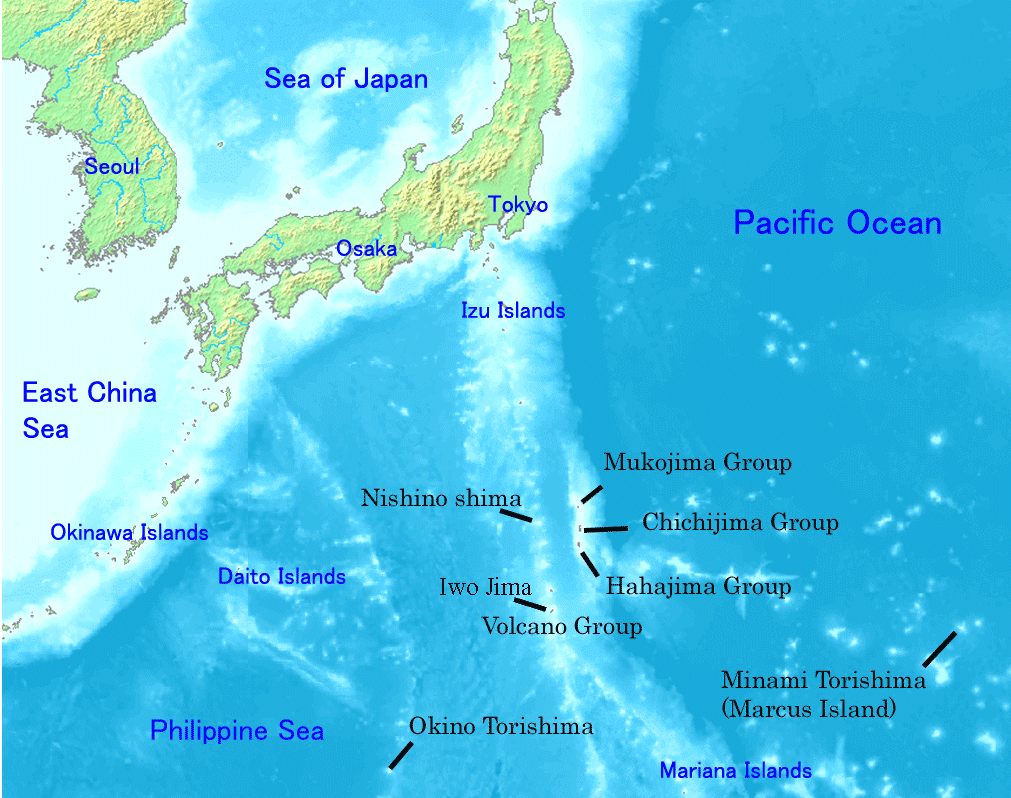
Hartă a Insulelor Ogasawara etichetate cu negru

Tokyo are numeroase insule îndepărtate, care se extind până la 1.850 km față de centrul metropolei. Din cauza distanței insulelor față de sediul administrativ al metropolei acestea sunt administrate de birouri locale.
Insulele Izu sunt un grup de insule vulcanice care fac parte din Parcul Național Fuji-Hakone-Izu. Insulele în ordine de la cea mai apropiată la cea mai îndepărtată de Tokyo sunt: Izu Ōshima, Toshima, Nii-jima, Shikine-jima, Kōzu-shima, Miyake-jima, Mikurajima, Hachijō-jima, și Aogashima. Insulele Izu sunt grupate în trei prefecturi. Izu Ōshima și Hachijojima sunt orașe. Restul insulelor sunt șase sate, cu Niijima și Shikinejima formând un singur sat.
Insulele Ogasawara includ de la nord la sud: Chichi-jima, Nishinoshima, Haha-jima, Kita Iwo Jima, Iwo Jima, și Minami Iwo Jima. Ogasawara administrează de asemenea două insule îndepărtate Minami Torishima cel mai estic punct din Japonia aflată la 1850 km, cea mai îndepărtată de centrul metropolei, și Okinotorishima cel mai sudic punct din Japonia. Revendicarea Japoniei a unei zone economice exclusive în ceea ce privește Okinotorishima este contestată de China și de Coreea de Sud considerând ca Okinotorishima este nelocuibilă și astfel nu poate exista o zonă economică exclusivă. Lanțul de insule Iwo și insulele îndepărtate nu au o populație stabilă dar adăpostesc personal al Forțele de apărare Japoneze. Populații locale se găsesc doar pe Chichi-jima și Haha-jima. Cele două insule formează împreună Subprefectura Ogasawara și satul Ogasawara.
| Subprefectură | Municipalitate | Tip  |
| ------------- | -------------- | ---- |
| Hachijō       | Hachijō        | Oraș |
| Hachijō       | Aogashima      | Sat  |
| Miyake        | Miyake         | Sat  |
| Miyake        | Mikurajima     | Sat  |
| Ōshima        | Ōshima         | Oraș |
| Ōshima        | Toshima        | Sat  |
| Ōshima        | Niijima        | Sat  |
| Ōshima        | Kōzushima      | Sat  |
| Ogasawara     | Ogasawara      | Sat  |

### Parcuri naționale

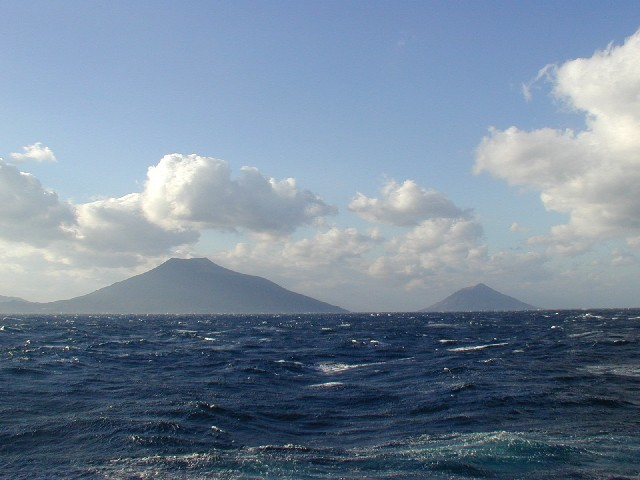
Parcul Național Fuji-Hakone-Izu

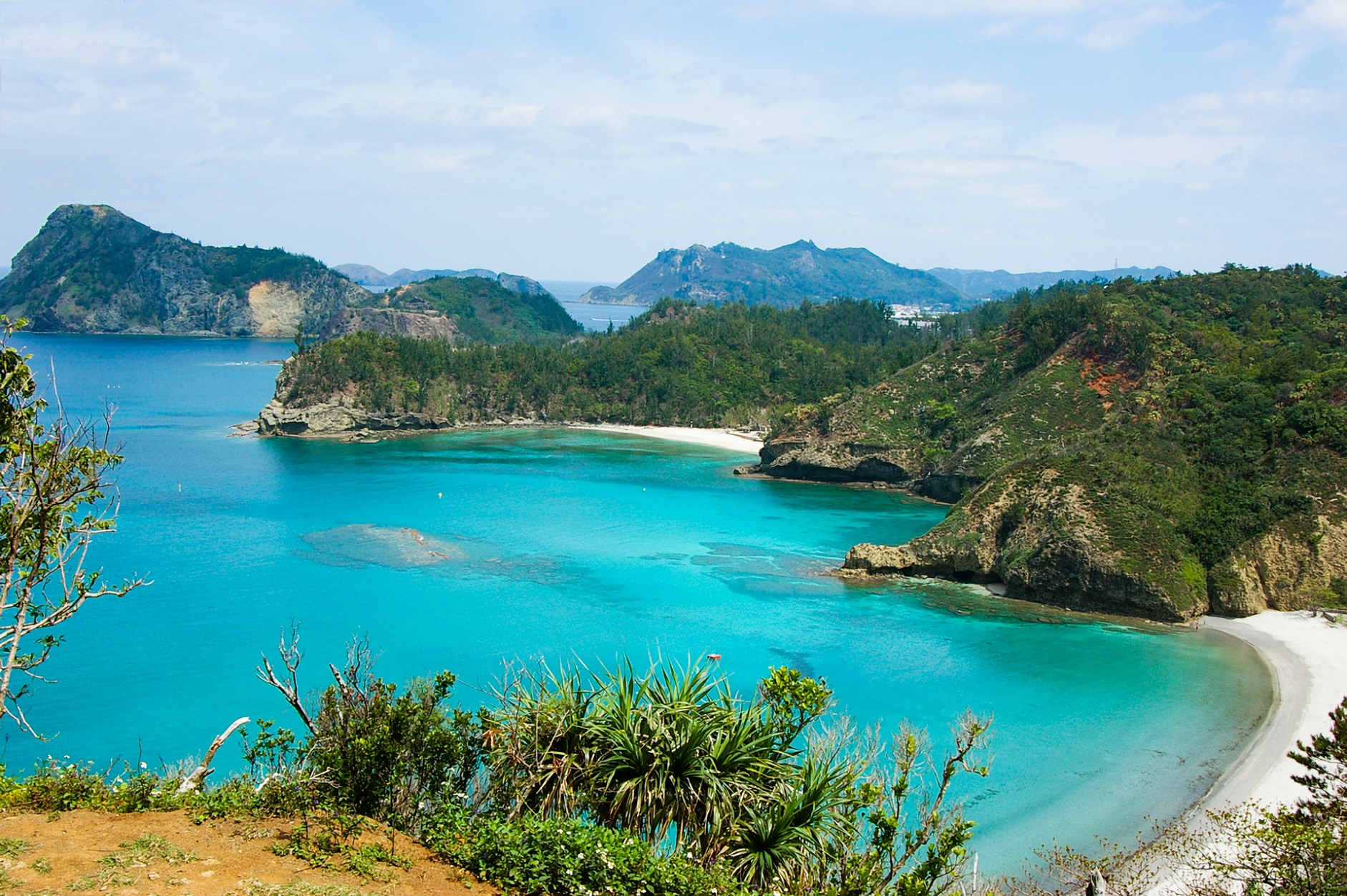
Parcul Național Ogasawara, site care face parte din Patrimoniul Mondial Natural UNESCO

La 31 martie 2008, 36% din suprafața prefecturii era declarată ca fiind parcuri naționale (a doua după Prefectura Shiga), și anume Chichibu Tama Kai, Fuji-Hakone-Izu, și Parcul Național Ogasawara (ultimul un site UNESCO); Parcul Național Meiji no Mori Takao Quasi și Akikawa Kyūryō, Hamura Kusabana Kyūryō, Sayama, Takao Jinba, Takiyama, și Tama Kyūryō. 
Mai multe muzee sunt localizate în Parcul Ueno: Muzeul Național din Tokyo, Muzeul Național de Natură și Științe, Muzeul Shitamachi, Muzeul Național al Artei Vestice, printre altele. De asemenea sunt prezente opere de artă și statui în diverse locuri din parc. În parc mai există o gradină zoologică și este un loc popular de unde se pot vedea celebrele flori de cireș primavara..

### Seismicitate
Tokyo a fost lovit de cutremure puternice în: 1703, 1782, 1812, 1855, 1923, și 2011.  Cutremurul din 1923 cu o magnitudine estimată de 8.3 pe scara Richter, a omorât 142.000 persoane. Tokyo este aproape de limita a trei plăci tectonice.

### Climat
Fostul Oraș Tokyo și majoritatea suprafeței de uscat din Tokyo se află sub influența climatului subtropical umed, după Clasificarea climatică Köppen , cu veri calde și ploioase și cu ierni friguroase în care bat vânturi reci. Zona ca și aproape întreaga Japonie, are un decalaj sezonier de o lună, cea mai călduroasă luna fiind August, cu temperaturi medii de 26.4 °C, iar cea mai friguroasă lună fiind Ianuarie înregistrându-se în medie temperaturi de 5.2 °C. Recordul de temperatură negativă este de −9.2 °C înregistrat la data de 13 ianuarie 1876 pe când recordul de temperatură ridicată este de 39.5 °C înregistrat la 20 iulie 2004. Media precipitațiilor este de 1,530 millimetri, cu o vara umedă și o iarnă uscată. Căderile de zăpadă sunt sporadice dar cad în fiecar an. Tokyo se întâlnește adesea cu taifunuri, dar puține sunt puternice. Ultimul taifun care a lovit a fost Fitow în anul 2007. Cea mai ploioasă lună de când au început măsurătorile în 1876 a avut loc în Octombrie 2004 cu precipitații ce au depășit 780 milimetri, incluzând 270.5 milimetri de ploaie ce au căzut în data de 9 a aceleiași luni.
| Date climatice pentru Parcul Kitanomaru, Cartierul Chiyoda, Tokyo (1981–2010) | Date climatice pentru Parcul Kitanomaru, Cartierul Chiyoda, Tokyo (1981–2010) | Date climatice pentru Parcul Kitanomaru, Cartierul Chiyoda, Tokyo (1981–2010) | Date climatice pentru Parcul Kitanomaru, Cartierul Chiyoda, Tokyo (1981–2010) | Date climatice pentru Parcul Kitanomaru, Cartierul Chiyoda, Tokyo (1981–2010) | Date climatice pentru Parcul Kitanomaru, Cartierul Chiyoda, Tokyo (1981–2010) | Date climatice pentru Parcul Kitanomaru, Cartierul Chiyoda, Tokyo (1981–2010) | Date climatice pentru Parcul Kitanomaru, Cartierul Chiyoda, Tokyo (1981–2010) | Date climatice pentru Parcul Kitanomaru, Cartierul Chiyoda, Tokyo (1981–2010) | Date climatice pentru Parcul Kitanomaru, Cartierul Chiyoda, Tokyo (1981–2010) | Date climatice pentru Parcul Kitanomaru, Cartierul Chiyoda, Tokyo (1981–2010) | Date climatice pentru Parcul Kitanomaru, Cartierul Chiyoda, Tokyo (1981–2010) | Date climatice pentru Parcul Kitanomaru, Cartierul Chiyoda, Tokyo (1981–2010) | Date climatice pentru Parcul Kitanomaru, Cartierul Chiyoda, Tokyo (1981–2010) |
| Luna                                                                          | Ian                                                                           | Feb                                                                           | Mar                                                                           | Apr                                                                           | Mai                                                                           | Iun                                                                           | Iul                                                                           | Aug                                                                           | Sep                                                                           | Oct                                                                           | Nov                                                                           | Dec                                                                           | Anual                                                                         |
| ----------------------------------------------------------------------------- | ----------------------------------------------------------------------------- | ----------------------------------------------------------------------------- | ----------------------------------------------------------------------------- | ----------------------------------------------------------------------------- | ----------------------------------------------------------------------------- | ----------------------------------------------------------------------------- | ----------------------------------------------------------------------------- | ----------------------------------------------------------------------------- | ----------------------------------------------------------------------------- | ----------------------------------------------------------------------------- | ----------------------------------------------------------------------------- | ----------------------------------------------------------------------------- | ----------------------------------------------------------------------------- |
| Maxima medie °C (°F)                                                          | 9.6 (49,3)                                                                    | 10.4 (50,7)                                                                   | 13.6 (56,5)                                                                   | 19.0 (66,2)                                                                   | 22.9 (73,2)                                                                   | 25.5 (77,9)                                                                   | 29.2 (84,6)                                                                   | 30.8 (87,4)                                                                   | 26.9 (80,4)                                                                   | 21.5 (70,7)                                                                   | 16.3 (61,3)                                                                   | 11.9 (53,4)                                                                   | 19,8 (67,6)                                                                   |
| Media zilnică °C (°F)                                                         | 5.2 (41,4)                                                                    | 5.7 (42,3)                                                                    | 8.7 (47,7)                                                                    | 13.9 (57)                                                                     | 18.2 (64,8)                                                                   | 21.4 (70,5)                                                                   | 25.0 (77)                                                                     | 26.4 (79,5)                                                                   | 22.8 (73)                                                                     | 17.5 (63,5)                                                                   | 12.1 (53,8)                                                                   | 7.6 (45,7)                                                                    | 15,4 (59,7)                                                                   |
| Minima medie °C (°F)                                                          | 0.9 (33,6)                                                                    | 1.7 (35,1)                                                                    | 4.4 (39,9)                                                                    | 9.4 (48,9)                                                                    | 14.0 (57,2)                                                                   | 18.0 (64,4)                                                                   | 21.8 (71,2)                                                                   | 23.0 (73,4)                                                                   | 19.7 (67,5)                                                                   | 14.2 (57,6)                                                                   | 8.3 (46,9)                                                                    | 3.5 (38,3)                                                                    | 11,6 (52,9)                                                                   |
| Minima istorică °C (°F)                                                       | −9.2 (15,4)                                                                   | −7.9 (17,8)                                                                   | −5.6 (21,9)                                                                   | −3.1 (26,4)                                                                   | 2.2 (36)                                                                      | 8.5 (47,3)                                                                    | 13.0 (55,4)                                                                   | 15.4 (59,7)                                                                   | 10.5 (50,9)                                                                   | −0.5 (31,1)                                                                   | −3.1 (26,4)                                                                   | −6.8 (19,8)                                                                   | −9,2 (15,4)                                                                   |
| Precipitații mm (inches)                                                      | 52.3 (2.059)                                                                  | 56.1 (2.209)                                                                  | 117.5 (4.626)                                                                 | 124.5 (4.902)                                                                 | 137.8 (5.425)                                                                 | 167.7 (6.602)                                                                 | 153.5 (6.043)                                                                 | 168.2 (6.622)                                                                 | 209.9 (8.264)                                                                 | 197.8 (7.787)                                                                 | 92.5 (3.642)                                                                  | 51.0 (2.008)                                                                  | 1.528,8 (60,189)                                                              |
| Zăpadă cm (inches)                                                            | 5 (2)                                                                         | 5 (2)                                                                         | 1 (0.4)                                                                       | 0 (0)                                                                         | 0 (0)                                                                         | 0 (0)                                                                         | 0 (0)                                                                         | 0 (0)                                                                         | 0 (0)                                                                         | 0 (0)                                                                         | 0 (0)                                                                         | 0 (0)                                                                         | 11 (4,3)                                                                      |
| Umiditate [%]                                                                 | 52                                                                            | 53                                                                            | 56                                                                            | 62                                                                            | 69                                                                            | 75                                                                            | 77                                                                            | 73                                                                            | 75                                                                            | 68                                                                            | 65                                                                            | 56                                                                            | 65                                                                            |
| Nr. de zile cu precipitații (≥ 0.5 mm)                                        | 5.3                                                                           | 6.2                                                                           | 11.0                                                                          | 11.0                                                                          | 11.4                                                                          | 12.7                                                                          | 11.8                                                                          | 9.0                                                                           | 12.2                                                                          | 10.8                                                                          | 7.6                                                                           | 4.9                                                                           | 114,0                                                                         |
| Nr. mediu de zile cu ninsoare                                                 | 2.8                                                                           | 3.7                                                                           | 2.2                                                                           | 0.2                                                                           | 0.0                                                                           | 0.0                                                                           | 0.0                                                                           | 0.0                                                                           | 0.0                                                                           | 0.0                                                                           | 0.0                                                                           | 0.8                                                                           | 9,7                                                                           |
| Ore însorite                                                                  | 184.5                                                                         | 165.8                                                                         | 163.1                                                                         | 176.9                                                                         | 167.8                                                                         | 125.4                                                                         | 146.4                                                                         | 169.0                                                                         | 120.9                                                                         | 131.0                                                                         | 147.9                                                                         | 178.0                                                                         | 1.876,7                                                                       |
| Sursă: Japan Meteorological Agency (records 1872–present)                     |                                                                               |                                                                               |                                                                               |                                                                               |                                                                               |                                                                               |                                                                               |                                                                               |                                                                               |                                                                               |                                                                               |                                                                               |                                                                               |

Partea montană din vest de Tokyo, Okutama, aparține tot climatului subtropical umed.
| Date climatice pentru Ogouchi, Orasul Okutama, Tokyo (1981–2010) | Date climatice pentru Ogouchi, Orasul Okutama, Tokyo (1981–2010) | Date climatice pentru Ogouchi, Orasul Okutama, Tokyo (1981–2010) | Date climatice pentru Ogouchi, Orasul Okutama, Tokyo (1981–2010) | Date climatice pentru Ogouchi, Orasul Okutama, Tokyo (1981–2010) | Date climatice pentru Ogouchi, Orasul Okutama, Tokyo (1981–2010) | Date climatice pentru Ogouchi, Orasul Okutama, Tokyo (1981–2010) | Date climatice pentru Ogouchi, Orasul Okutama, Tokyo (1981–2010) | Date climatice pentru Ogouchi, Orasul Okutama, Tokyo (1981–2010) | Date climatice pentru Ogouchi, Orasul Okutama, Tokyo (1981–2010) | Date climatice pentru Ogouchi, Orasul Okutama, Tokyo (1981–2010) | Date climatice pentru Ogouchi, Orasul Okutama, Tokyo (1981–2010) | Date climatice pentru Ogouchi, Orasul Okutama, Tokyo (1981–2010) | Date climatice pentru Ogouchi, Orasul Okutama, Tokyo (1981–2010) |
| Luna                                                             | Ian                                                              | Feb                                                              | Mar                                                              | Apr                                                              | Mai                                                              | Iun                                                              | Iul                                                              | Aug                                                              | Sep                                                              | Oct                                                              | Nov                                                              | Dec                                                              | Anual                                                            |
| ---------------------------------------------------------------- | ---------------------------------------------------------------- | ---------------------------------------------------------------- | ---------------------------------------------------------------- | ---------------------------------------------------------------- | ---------------------------------------------------------------- | ---------------------------------------------------------------- | ---------------------------------------------------------------- | ---------------------------------------------------------------- | ---------------------------------------------------------------- | ---------------------------------------------------------------- | ---------------------------------------------------------------- | ---------------------------------------------------------------- | ---------------------------------------------------------------- |
| Maxima medie °C (°F)                                             | 6.7 (44,1)                                                       | 7.1 (44,8)                                                       | 10.3 (50,5)                                                      | 16.3 (61,3)                                                      | 20.5 (68,9)                                                      | 23.0 (73,4)                                                      | 26.8 (80,2)                                                      | 28.2 (82,8)                                                      | 23.9 (75)                                                        | 18.4 (65,1)                                                      | 13.8 (56,8)                                                      | 9.3 (48,7)                                                       | 17,1 (62,8)                                                      |
| Media zilnică °C (°F)                                            | 1.3 (34,3)                                                       | 1.8 (35,2)                                                       | 5.0 (41)                                                         | 10.6 (51,1)                                                      | 15.1 (59,2)                                                      | 18.5 (65,3)                                                      | 22.0 (71,6)                                                      | 23.2 (73,8)                                                      | 19.5 (67,1)                                                      | 13.8 (56,8)                                                      | 8.5 (47,3)                                                       | 3.8 (38,8)                                                       | 11,9 (53,4)                                                      |
| Minima medie °C (°F)                                             | −2.7 (27,1)                                                      | −2.3 (27,9)                                                      | 0.6 (33,1)                                                       | 5.6 (42,1)                                                       | 10.5 (50,9)                                                      | 14.8 (58,6)                                                      | 18.7 (65,7)                                                      | 19.7 (67,5)                                                      | 16.3 (61,3)                                                      | 10.3 (50,5)                                                      | 4.6 (40,3)                                                       | −0.1 (31,8)                                                      | 8,1 (46,6)                                                       |
| Precipitații mm (inches)                                         | 44.1 (1.736)                                                     | 50.0 (1.969)                                                     | 92.5 (3.642)                                                     | 109.6 (4.315)                                                    | 120.3 (4.736)                                                    | 155.7 (6.13)                                                     | 195.4 (7.693)                                                    | 280.6 (11.047)                                                   | 271.3 (10.681)                                                   | 172.4 (6.787)                                                    | 76.7 (3.02)                                                      | 39.9 (1.571)                                                     | 1.623,5 (63,917)                                                 |
| Ore însorite                                                     | 147.1                                                            | 127.7                                                            | 132.2                                                            | 161.8                                                            | 154.9                                                            | 109.8                                                            | 127.6                                                            | 148.3                                                            | 99.1                                                             | 94.5                                                             | 122.1                                                            | 145.6                                                            | 1.570,7                                                          |
| Sursă: Japan Meteorological Agency                               |                                                                  |                                                                  |                                                                  |                                                                  |                                                                  |                                                                  |                                                                  |                                                                  |                                                                  |                                                                  |                                                                  |                                                                  |                                                                  |

Climatul în teritoriile insulare ce aparțin de Tokyo variază semnificativ față de cel din metropolă. Climatul în Chichi-jima din satul Ogasawara este la limita dintre climatul tropical de savană și climatul subtropical umed. Diferența de climat se datorează distanței la care se află insula față de Centrul Metropolei (1.000 km).
Teritoriul cel mai estic din Tokyo, Insula Minamitorishima (Insulele Marcus) din satul Ogasawara se află în zona de climat tropical de savană (Clasificarea Köppen Aw). Grupurile de insule Izu și Ogasawara sunt lovite în medie de 5.4 taifunuri pe an, în comparație cu zona Kantō care este lovita în medie de 3.1 taifunuri.

## Urbanism
Arhitectura orașului Tokyo a fost influențată de istoria orașului. De două ori in istoria recentă orașul a fost lăsat în ruine: prima dată la cutremurul Great Kantō din 1923 și apoi în urma bombardamentelor din Al Doilea Război Mondial. Din această cauză peisajul urban din Tokyo consistă în general din arhitectura modernă și contemporană, iar clădirile mai vechi sunt rare. În Tokyo se regăsesc multe forme de arhitectură celebre în toată lumea: Tokyo International Forum, Asahi Beer Hall, Mode Gakuen Cocoon Tower, NTT Docomo Yoyogi Building și Rainbow Bridge.
În Tokyo există două turnuri: Turnul Tokyo și noul Tokyo Skytree care este cea mai înaltă structură din Japonia și a doua din lume dupa Burj Khalifa din Dubai.
În Tokyo există numeroase parcuri și grădini. În Prefectura Tokyo există patru parcuri naționale printre care și Parcul Național Fuji-Hakone-Izu , care include toate insulele Izu.

## Mediu înconjurător
Tokyo a adoptat o măsură de reducere a gazelor cu efect de seră. Guvernatorul Shintaro Isihara a creat primul sistem de reducere a gazelor cu efect de seră cu 25% până în 2020 față de nivelul înregistrat în anul 2000. Tokyo este un exemplu de insulă termică urbană și fenomenul este înregistrat în special în Cartierele speciale. Conform Guvernului Metropolitan din Tokyo temperatura medie anuală a crescut cu 3 °C în ultima sută de ani. Tokyo a fost dat drept un „exemplu convingător a relațiilor dintre creșterea urbană și climă”.
În 2006 Tokyo a adoptat „Proiectul de 10 ani pentru un Tokyo verde” pentru a fi realizat până în 2016. A stabilit un obiectiv de creștere a numărului de copaci de pe marginea drumului la 1 milion (de la 480,000), și adăugând 1.000 ha de spațiu verde dintre care 88 ha vor face parte dintr-un nou parc numit "Umi no Mori" (pădure marină) care va fi situat pe o porțiune de pământ recuperat din Golful Tokyo care înainte era un depozit de deșeuri. Din 2007 până în 2010, 436 din cele 1000 ha de spațiu verde planificate au fost create și 220.000 de copaci au fost plantați ajungând la un număr de 700.000. Până în 2014 numărul copacilor de pe marginea drumului a crescut la 950.000 și 300 ha au fost adăugate.

## Demografie
În octombrie 2012 estimările intercenzale oficiale arătau 13.506 milioane de locuitori în Tokyo cu 9.214 care locuiesc în cele 13 de Cartiere Speciale. În timpul zilei numărul crește cu 2.5 milioane în urma deplasării lucrătorilor și a studenților din zonele adiacente. Acest efect este cel mai pronunțat în cele trei cartiere centrale Chiyoda, Chūō, și Minato, în care, conform recensământului național din 2005, populația din timpul nopții este de 326,000 iar ziua ajunge la 2.4 milioane.
În 1889, Ministerul Afacerilor Interne, a înregistrat un număr de 1,375,937 persoane în Orașul Tokyo și un total de 1,694,292 persoane în Prefectura Tokyo . În același an un număr de 779 străini au fost înregistrați ca rezidenți ai orașului. Cei mai mulți erau britanici (209 rezidenți), urmați de cetateni a Statele Unite (182) și originari din Dinastia Qing (137).
| Cetățeni străini înregistrați |              |
| Naționalitate                 | Număr (2012) |
| China                         | 161,169      |
| Coreea de Sud                 | 99,880       |
| Filipine                      | 27,929       |
| Statele Unite                 | 15,901       |
| Nepal                         | 8,669        |
| India                         | 8,313        |
| Thailanda                     | 6,906        |
| Regatul Unit                  | 5,522        |
| Myanmar                       | 4,781        |
| Franța                        | 4,635        |

| După zonă1 | Tokyo Cartierele Speciale Zona Tama Insule                   | 12.79 milioane 8.653 milioane 4.109 milioane 28,000                  |
| După varstă2 | Minori (age 0–14) Lucrători (age 15–64) Pensionari (age 65+) | 1.461 milioane (11.8%) 8.546 milioane (69.3%) 2.332 milioane (18.9%) |
| După ore3 | Ziua Noaptea                                                 | 14.978 milioane 12.416 milioane                                      |
| După naționalitate | Rezidenți străini                                            | 364,6534 (2.9% din total)                                            |
| \| 1 Estimări din data de 1 octombrie 2007. 2 și din 1 Januarie , 2007. \| 3 Recensământul Național din 2005. 4 ca la 1 Januarie, 2006. \| |                                                              |                                                                      |
| 1 Estimări din data de 1 octombrie 2007. 2 și din 1 Januarie , 2007.                                                                       | 3 Recensământul Național din 2005. 4 ca la 1 Januarie, 2006. |                                                                      |

| 1 Estimări din data de 1 octombrie 2007. 2 și din 1 Januarie , 2007. | 3 Recensământul Național din 2005. 4 ca la 1 Januarie, 2006. |

## Economie

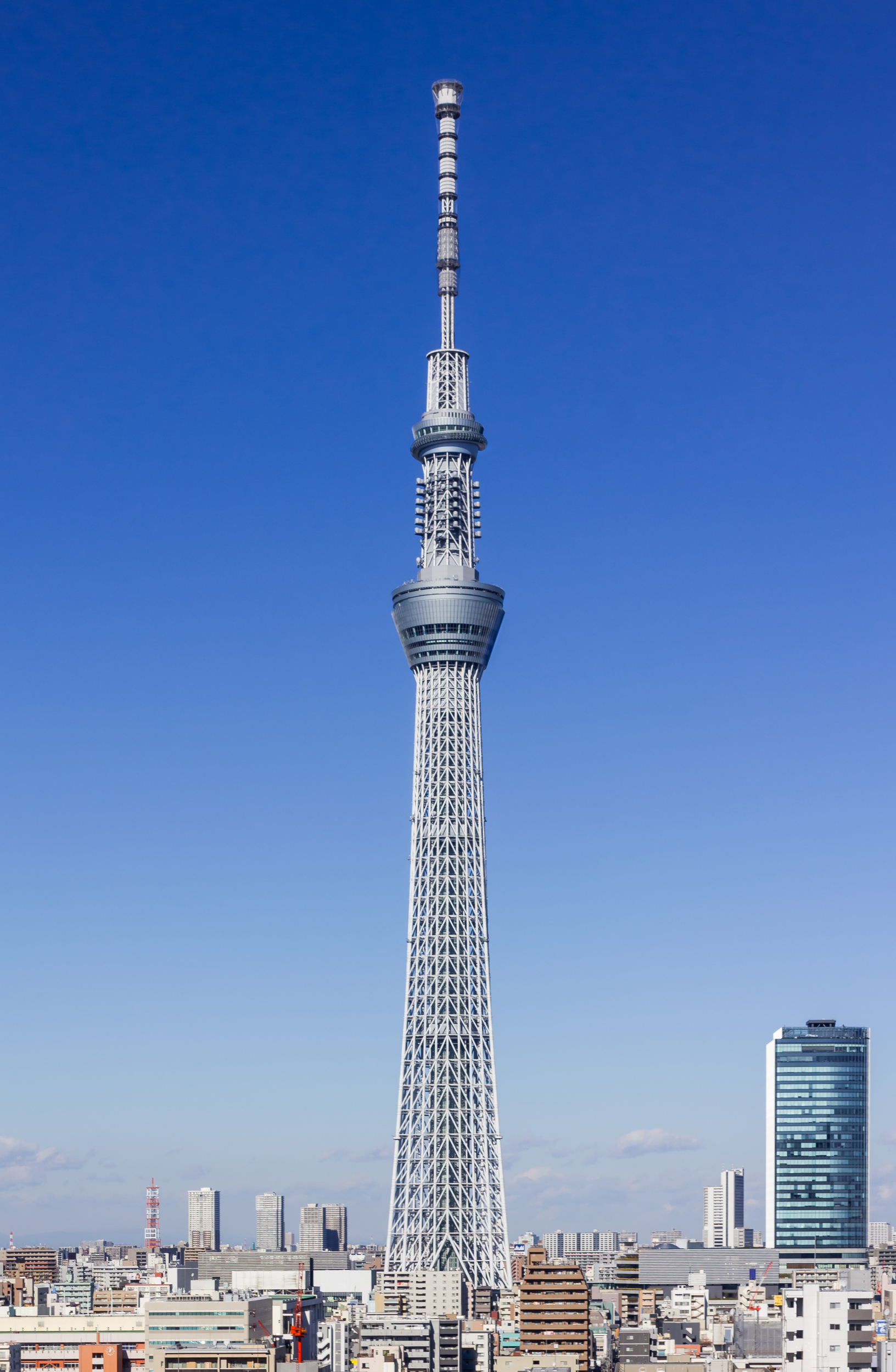
Tokyo Sky Tree, cel mai înalt turn din lume

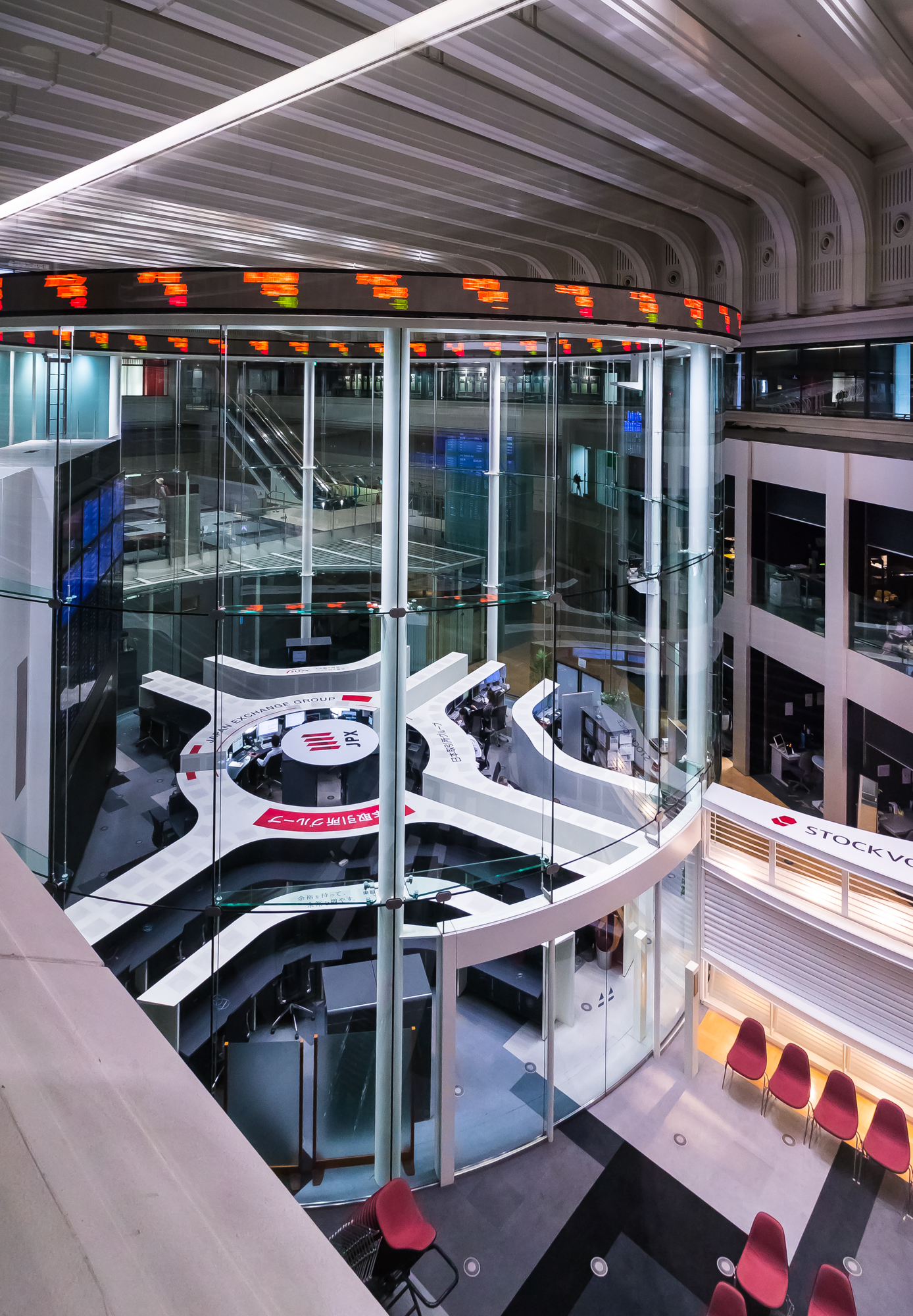
Bursa din Tokyo

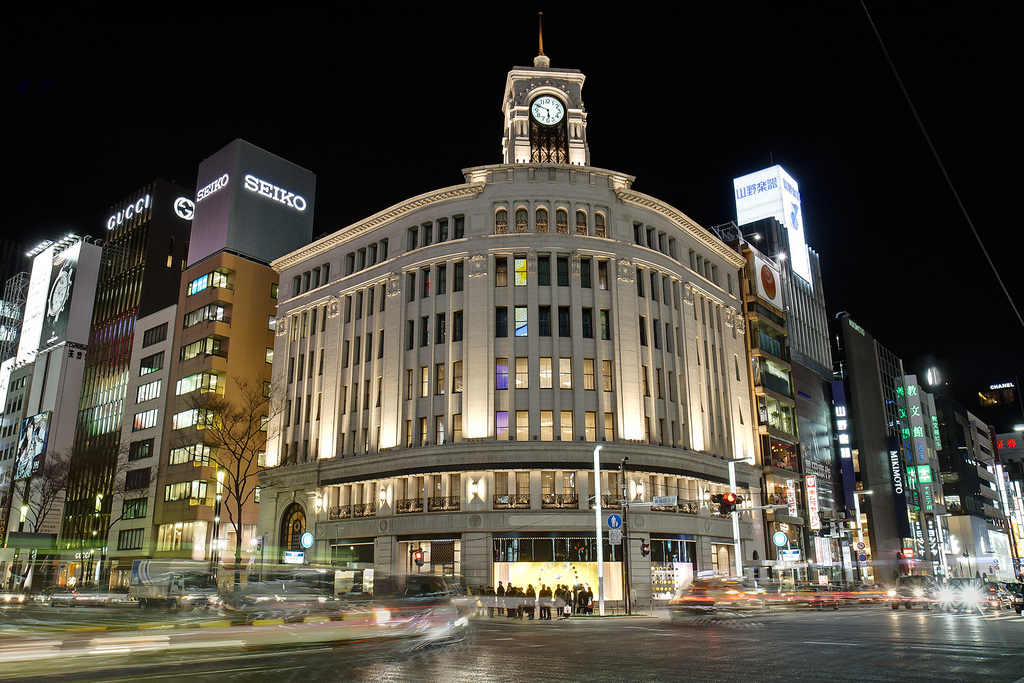
Ginza este o populară zonă de cumpărături fiind una dintre cele mai luxoase din lume

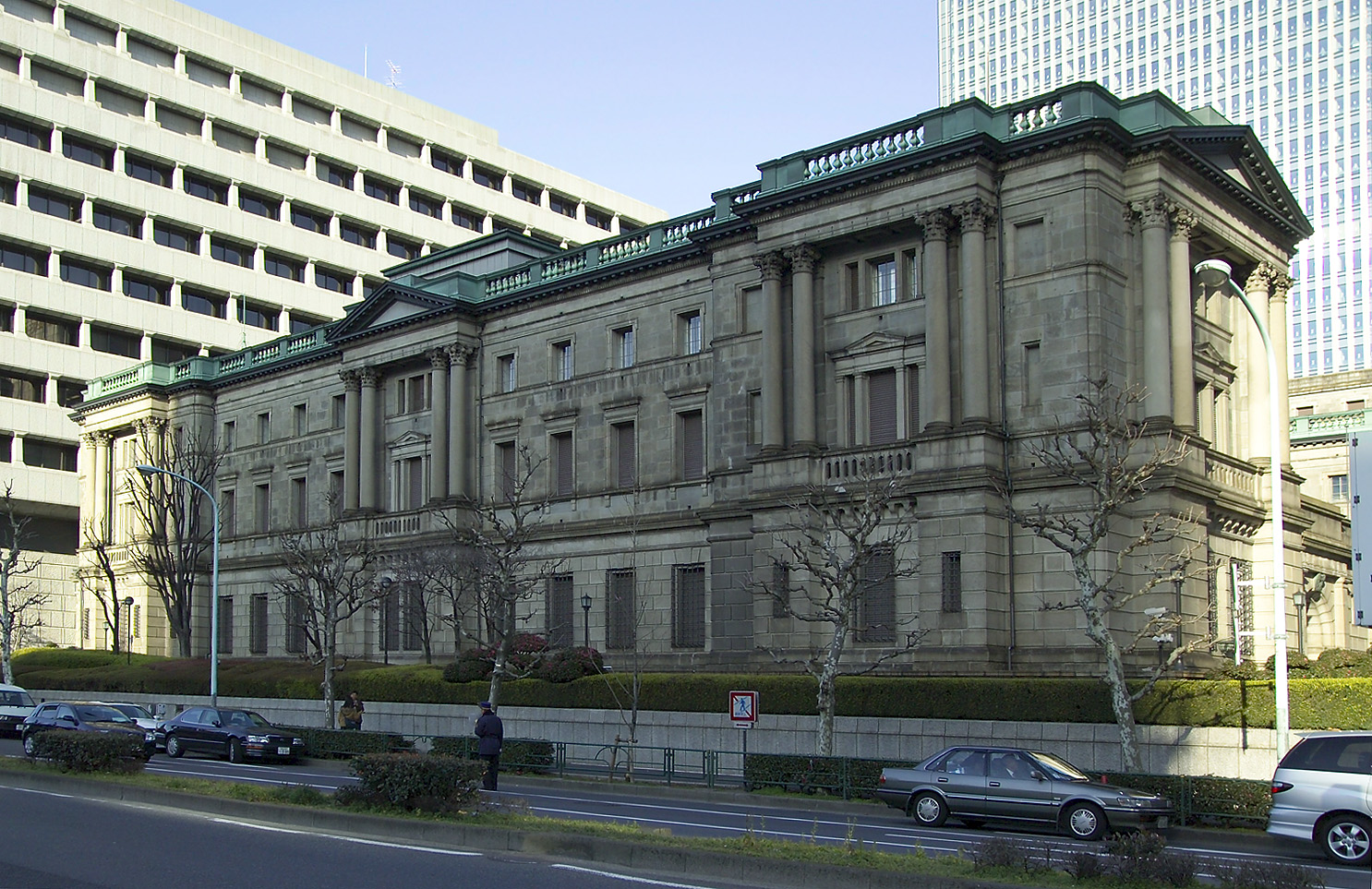
Sediul Bank of Japan din Chuo, Tokyo

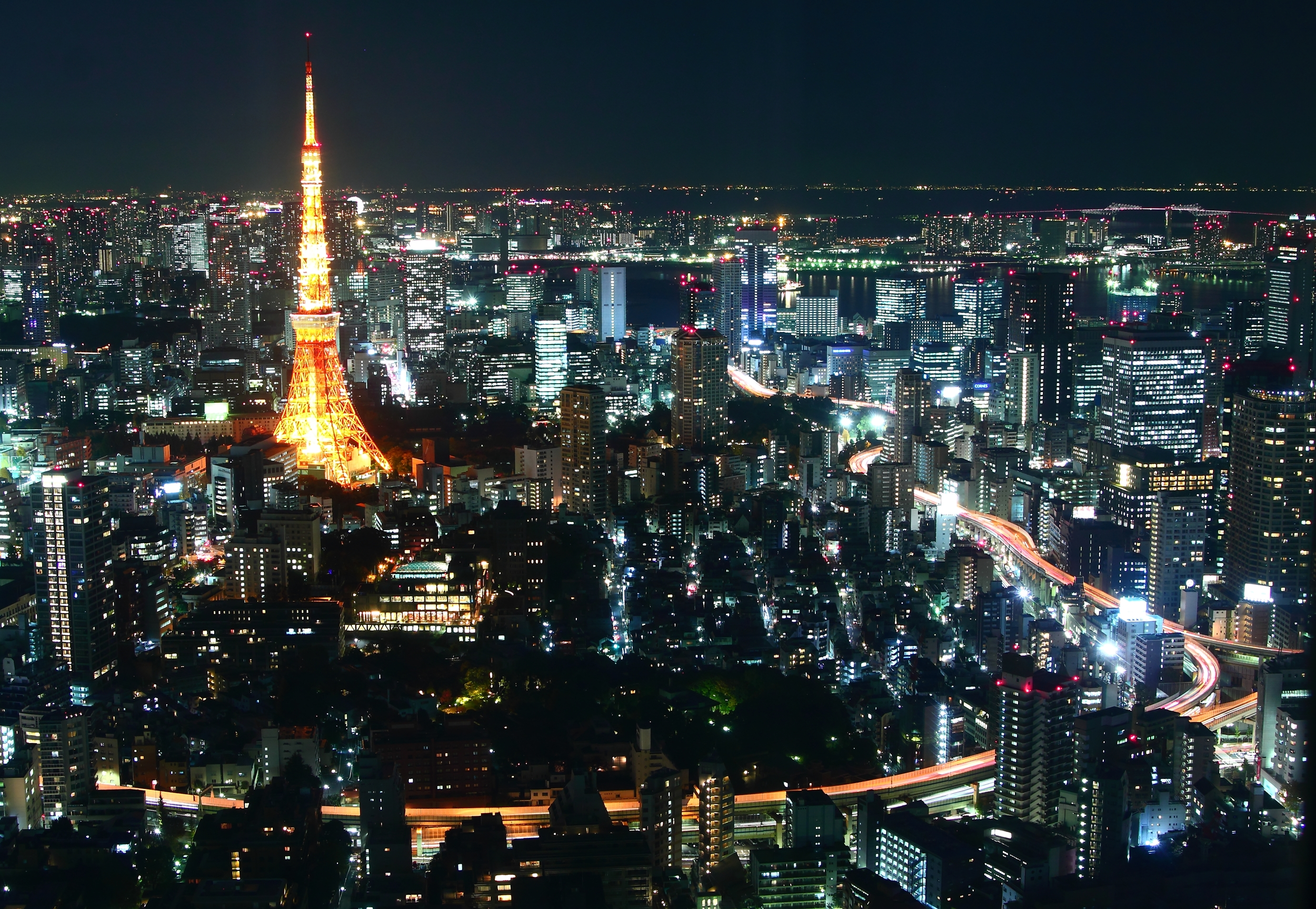
Tokyo Tower noaptea

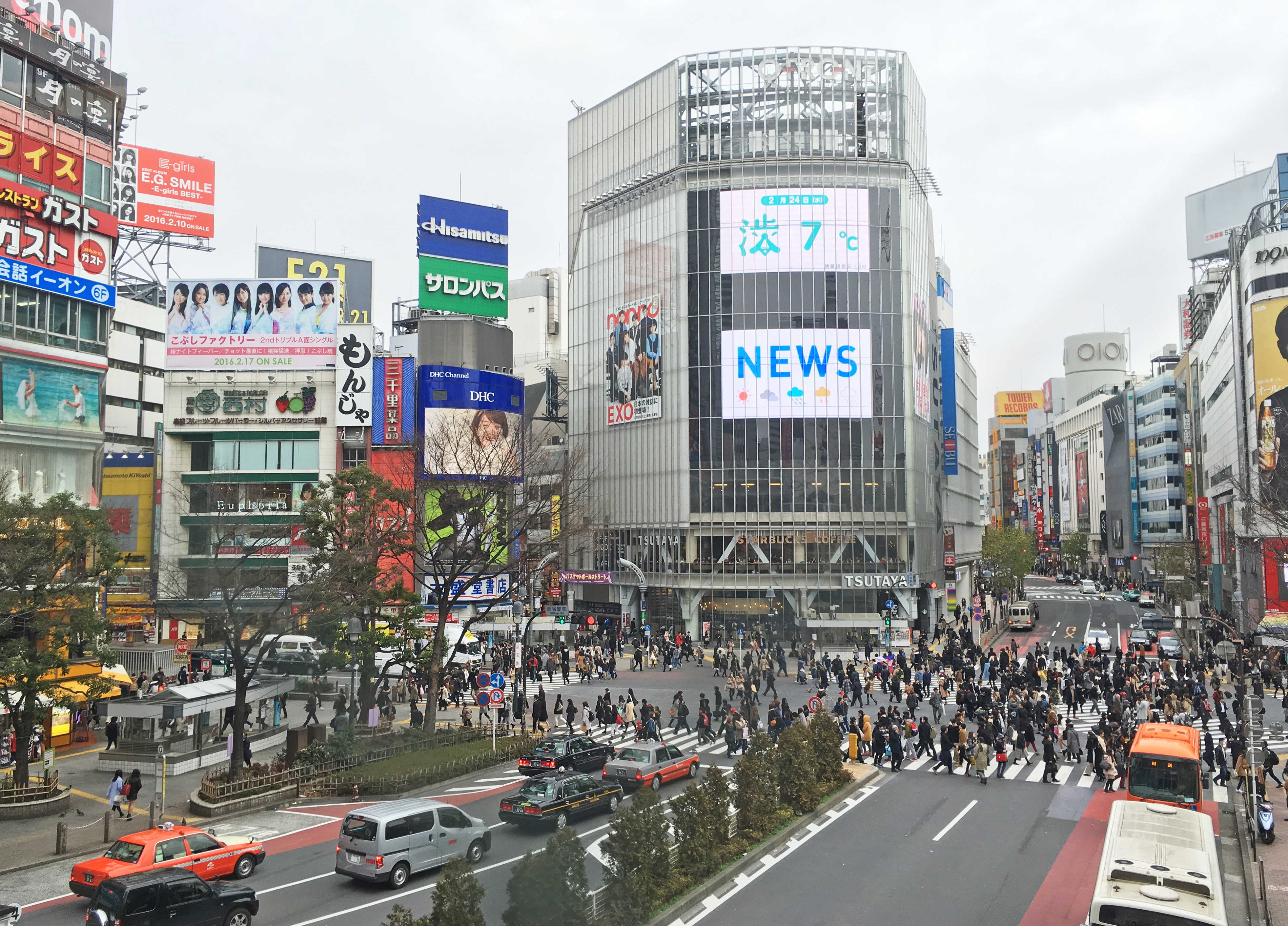
Shibuya atrage mulți turiști

Tokyo are cea mai mare economie metropolitană din lume. Conform studiului realizat de PricewaterhouseCoopers populația de 39 milioane persoane din Tokyo a avut un PIB de 2 trilioane de dolari în anul 2012 (la puterea de cumpărare) care l-a clasat în fruntea listei. 51 de companii enumerate în Fortune Global 500 au sediul în Tokyo, număr aproape dublu față de următorul oraș Paris.
Tokyo este un important centru financiar internațional, găzduiește sediile a mai multe dintre cele mai mari bănci de investiții și companii de asigurări, și servește drept nod central pentru transport, electrocasnice, presă și al industriei de radiodifuziune. În timpul creșterii centralizate a economiei după cel de Al Doilea Război Mondial, multe firme mari și-au mutat sediul aici din orașe precum Osaka (capitala comercială istorică), într-o încercare de a avea un acces mai bun către guvern. Acest trend a început să scadă din cauza creșterii populației și a prețului vieții.
Tokyo a fost evaluat de Economist Intelligence Unit ca fiind cel mai scump oraș din lume timp de 14 ani la rând, acest șir încheindu-se în 2006.
Tokyo a devenit un centru internațional important în anii 1960 și a fost descris drept unul dintre cele trei “centre de comandă” a economiei mondiale alaturi de New York și Londra.
Tokyo a avut 8,460 ha de teren agricol în 2003, conform Ministerului Agriculturii, Pădurilor și Pescuitului din Japonia, plasându-se pe ultimul loc dintre prefecturile țării. Terenul agricol este concentrat în partea de vest a metropolei. Perisabile cum ar fi legumele, fructele și florile pot fi transportate convenabil în partea de est a prefecturii. Komatsuna și spanacul sunt cele mai importante legume; din 2000 Tokyo a furnizat 32.5% de komatsu vândut pe piața din Tokyo.
Turismul în Tokyo este și el un contribuitor important la economie. În 2006, 4.81 milioane de străini și 420 milioane de vizite făcute de japonezi în Tokyo, valoarea economică totală a acestor vizite a însumat 9.4 trilioane de yeni conform guvernului din Tokyo. Mulți turiști vizitează diversele centre, magazine și districtele destinate distracție din Cartierele speciale.
Piața de pește Tsukiji din centrul Tokyo este cea mai mare piață de pește și fructe de mare din lume dar și una dintre cele mai mari piețe angro de orice fel din lume. Piața Tsukiji ține mult la tradiția predecesorului; Piața de peste Nihombashi, și servește la peste 50.000 de cumpărători și vânzători în fiecare zi. Comercianți, angrosiști, licitatori, și persoane fizice frecventează piața creând un microorganism de haos organizat care continuă să alimenteze orașul de peste patru secole.

## Transport

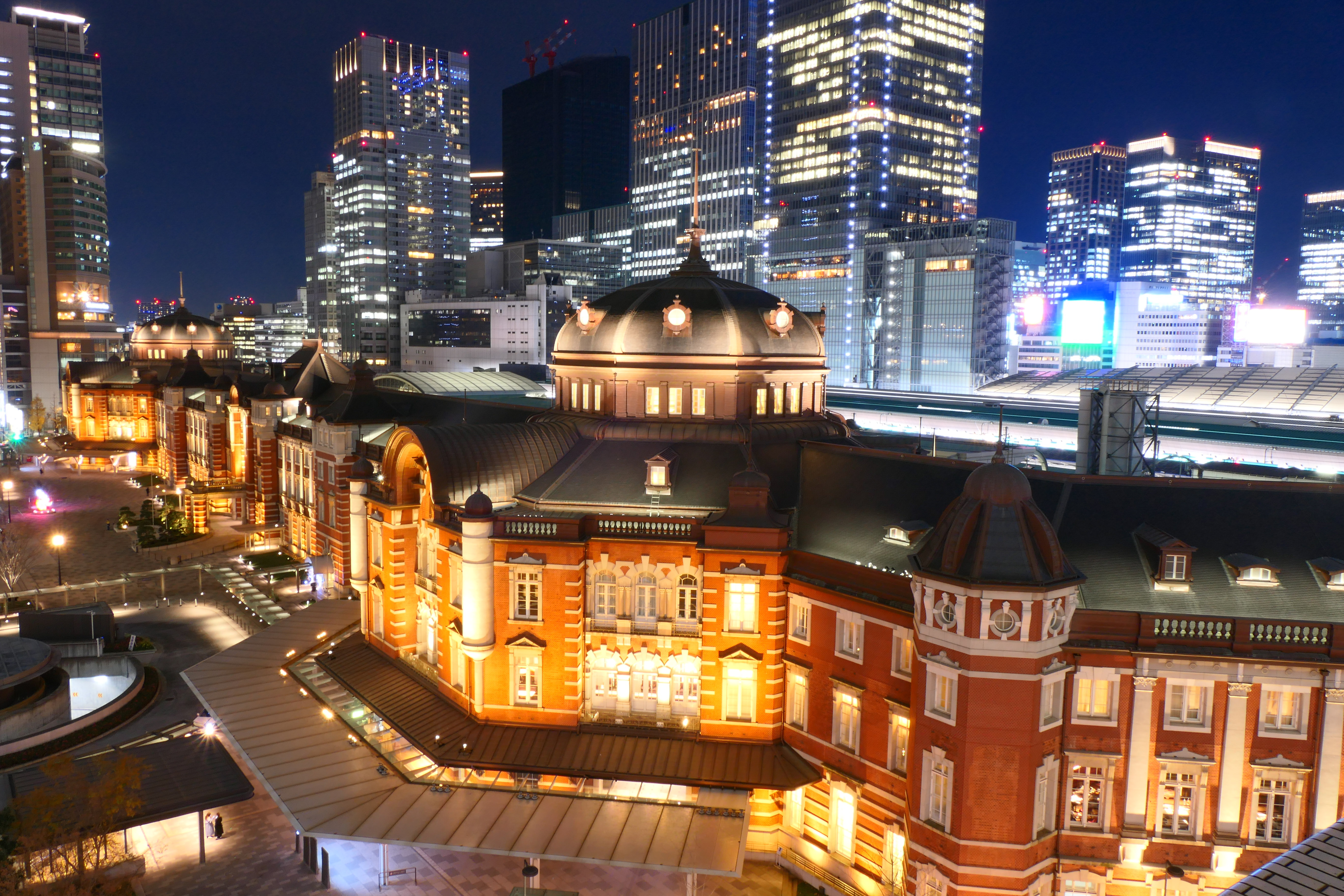
Gara Tokyo este principalul terminal ce face legătura între orașe din Tokyo

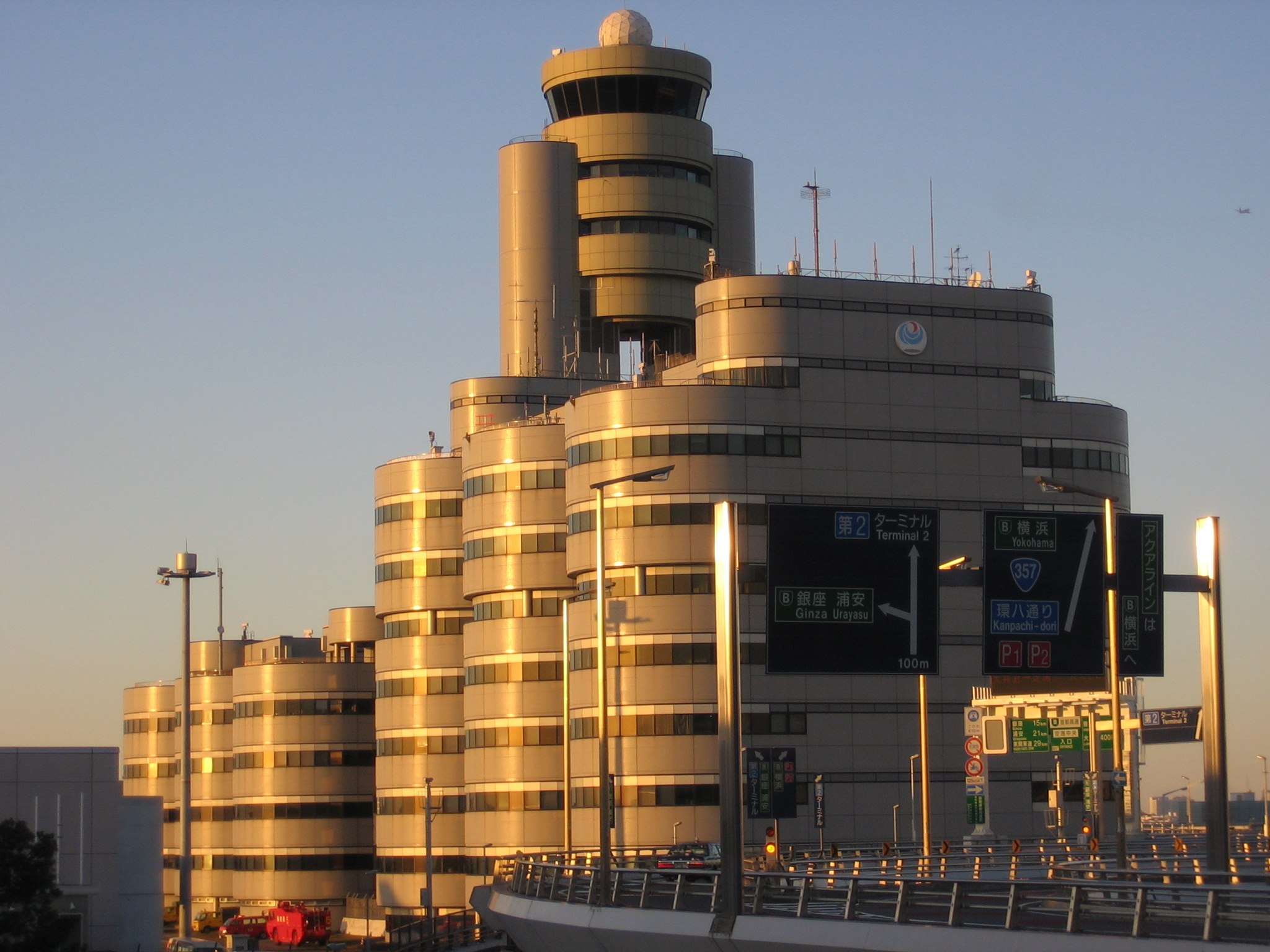
Aeroportul Haneda

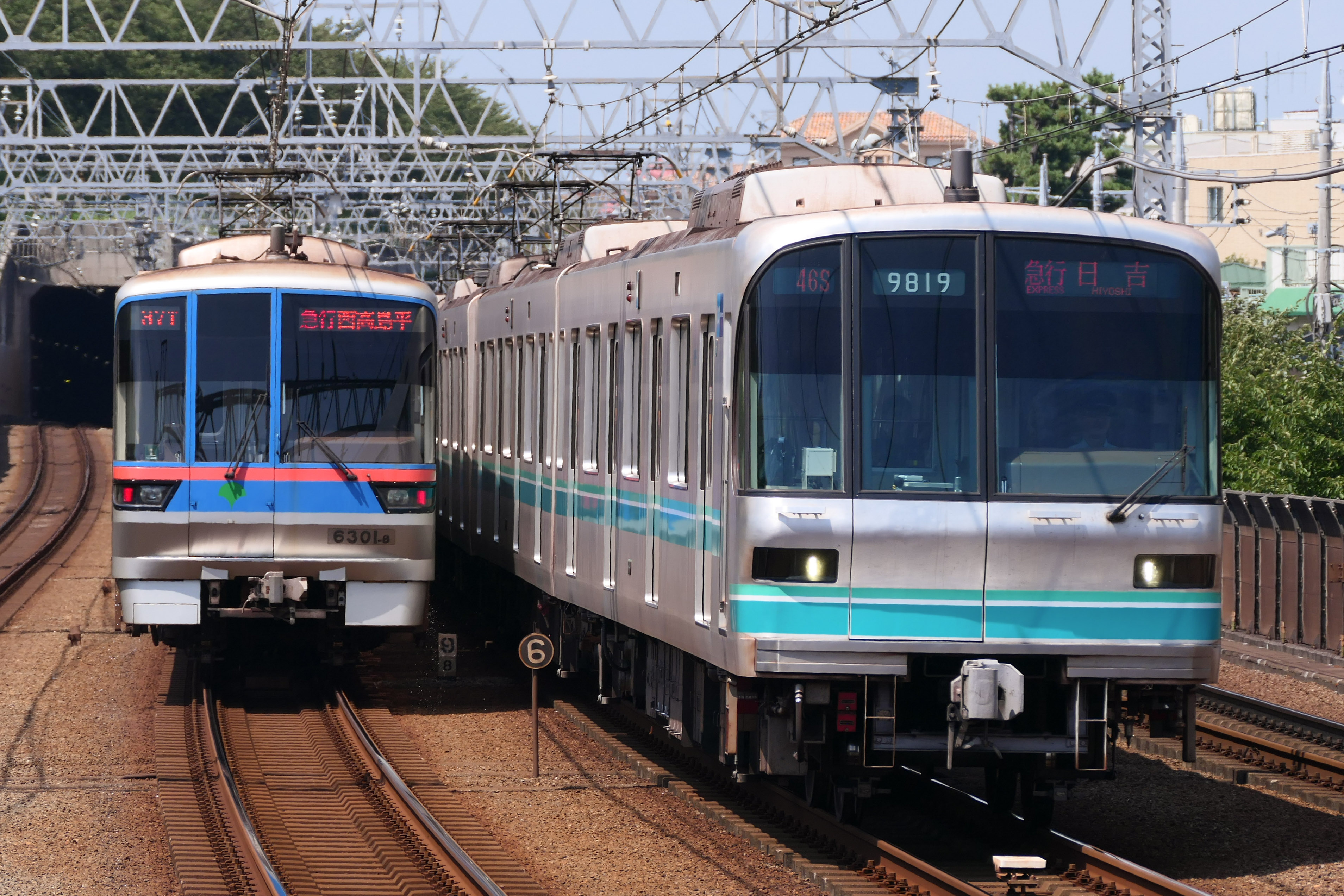
Metroul din Tokyo si Metroul Toei sunt principali operatori de metrou din Tokyo

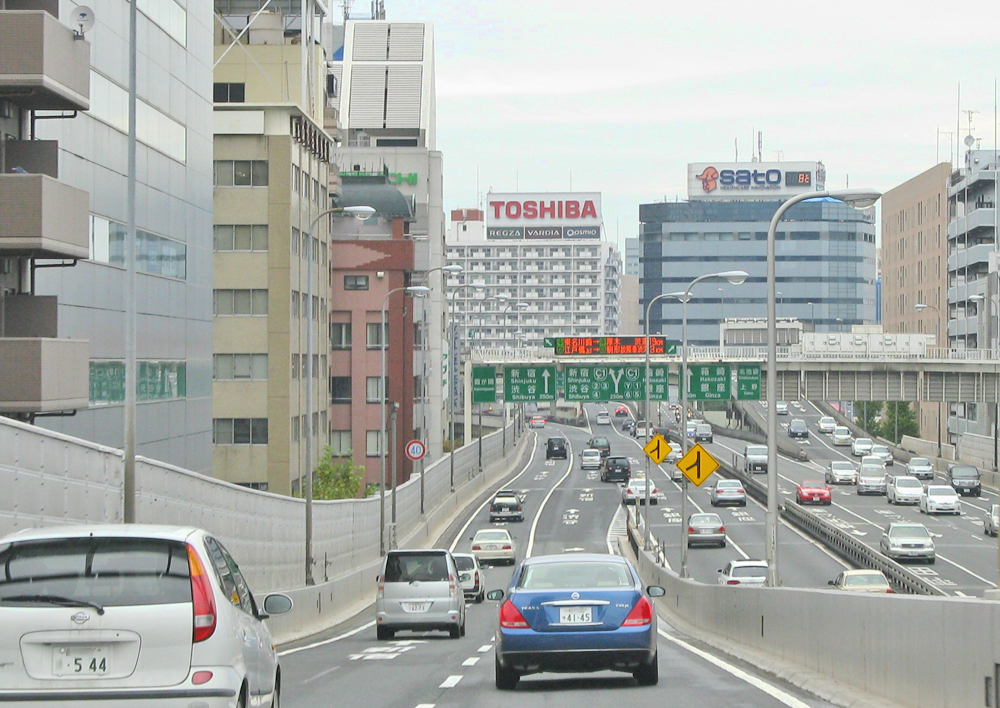
Hamazakibashi JCT pe Autostrada Shuto

Tokyo este cel mai mare nod de cale ferată, transport rutier și aerian din Japonia și din lume. Transportul public din Tokyo este dominat de o rețea extinsă de trenuri și metrou gestionate de o varietate de operatori, iar busurile, tramvaiele și monoraila joacă un loc secundar.
În Ota unul dintre cele 23 de cartiere speciale este situat Aeroportul Haneda care oferă zboruri interne și internaționale. Înafara orașului Tokyo în Prefectura Chiba se află Aeroportul Internațional Narita care este poarta principală de intrare a călătorilor internaționali în Japonia. Compania Japoneză Japan Airlines la fel ca și All Nippon Airways, Delta Air Lines și United Airlines au câte un centru pe acest aeroport.
Unele dintre diferitele insule guvernate de Tokyo au propriul aeroport Hachijō-jima (Aeroportul Hachijojima), Miyakejima (Aeroportul Miyakejima) și Izu Ōshima (Aeroportul Oshima) oferă servicii către Tokyo Internațional și alte aeroporturi.
Trenul este principalul mijloc de transport în Tokyo, unde există cea mai extinsă rețea feroviară urbană din lume și o rețea la fel de extinsă de linii de suprafață. JR East operează cea mai întinsă rețea feroviară din Tokyo, incluzând Linia Yamanote care înconjoară centrul orașului. Două companii deferite operează rețeaua de metrou: firma privată Tokyo Metro și cea guvernamentală Tokyo Metropolitan Bureau of Transportation. Guvernul Metropolitan și transportatori privați operează pe rute de autobuz și o linie de tramvai. Servicii locale, regionale și naționale sunt disponibile la terminalele din gările de tren incluzând: Tokyo, Shinagawa și Shinjuku.
Rețelele de autostrăzi leagă capitala de alte puncte din zona metropolei, de regiunea Kanto și de insulele Kyushu și Shikoku. Pentru a le construi repede înainte de Jocurile Olimpice de vară din 1964 multe au fost construite deasupra drumurilor deja existente. Alte mijloace de transport includ taxiuri care operează în Cartierele speciale și în orașe. De asemenea feriboturi de distanță lungă operează pe insulă și transportă persoane și marfă în porturi interne dar și în porturi internaționale.
Tokyo este de asemenea cel mai important centru comercial al țării, având peste 400 de instituții de învățământ superior, 117 de universități, 247 biblioteci, Academia japoneză (1879), 185 de cinematografe, 2000 de temple, 160.000 de restaurante, 60.000 de taxiuri înregistrate.
Din punct de vedere al ramurilor industriale, cele mai dezvoltate sunt: industria electronică, chimică, a cauciucului, a hârtiei, textilă, metalurgia feroasă, industria construcțiilor de mașini. Tokyo este de asemenea un foarte mare port la Oceanul Pacific, care comunică direct cu alt mare port, Yokohama. Funcția industrială a megalopolisului este enormă. Împreună cu Kawasaki și Yokohama formează așa-numita regiune Keihin, care are aproximativ o treime din producția industrială a țării și reprezintă cel mai mare complex pentru japonezi, cu un trafic ce depășeste 80 milioane tone anual. Tokyo este unit de Kawasaki într-o masă continuă de uzine și construcții urbane, cartiere muncitorești. Aici sunt amplasate zeci de mii de întreprinderi și fabrici al căror fum și gaze nocive acoperă cerul orașului și face deseori imposibilă privirea siluetei muntelui Fuji.

## Educație

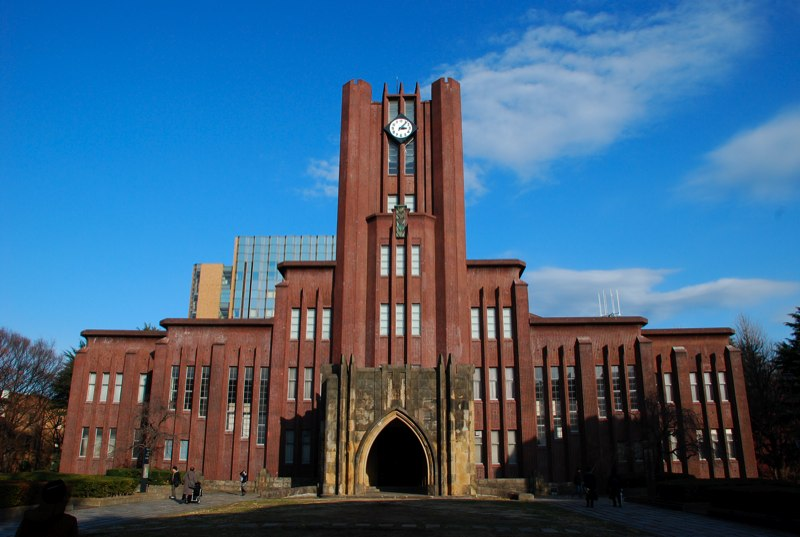
Universitatea din Tokyo, Auditoriul Yasuda

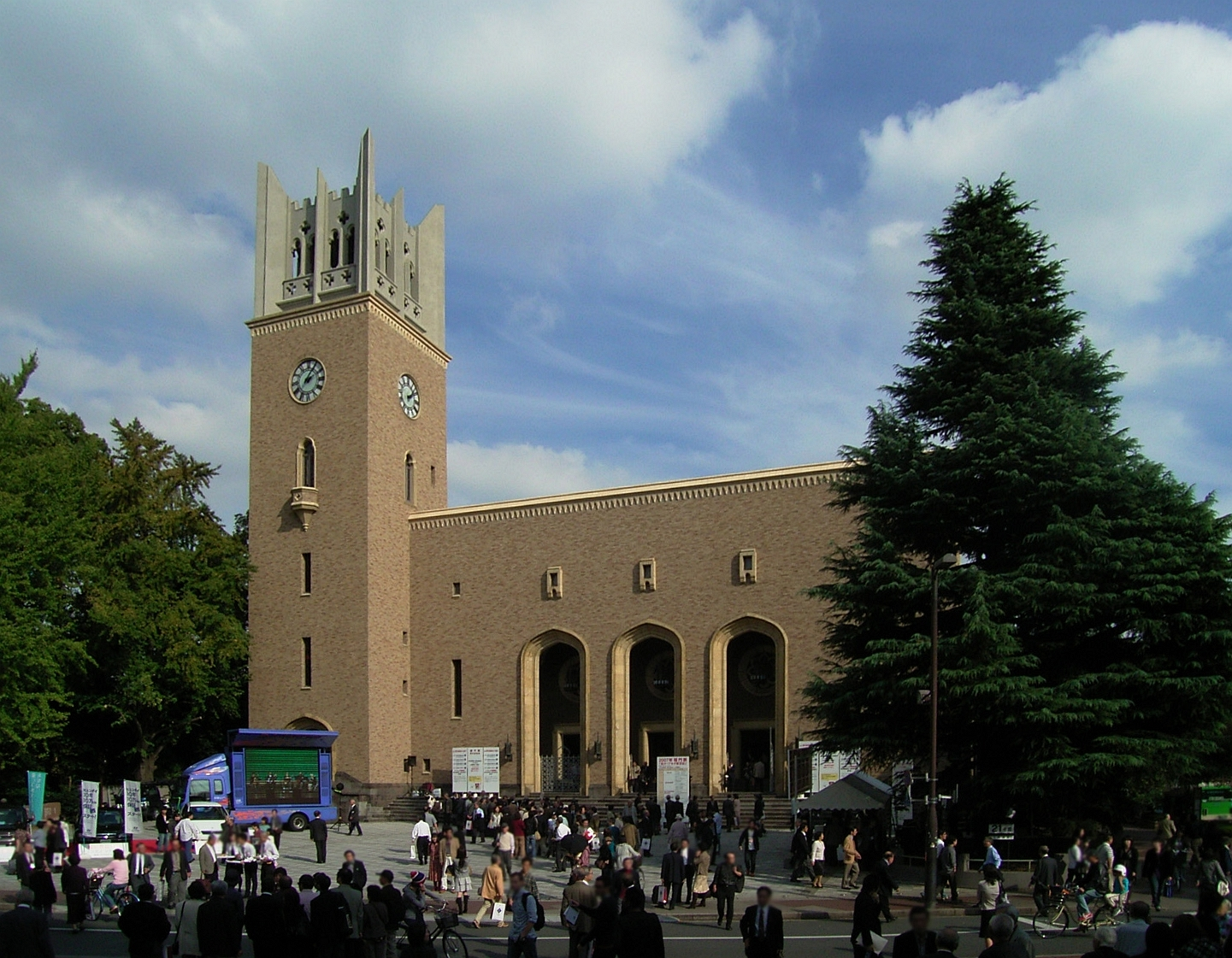
Universitatea Waseda

În Tokyo există multe universități, licee și școli vocaționale. Multe dintre cele mai renumite universități din Japonia se află în Tokyo printre care: Universitatea Tokyo, Universitatea Hitotsubashi, Institutul de Tehnologie din Tokyo, Universitatea Waseda, Universitatea de Științe din Tokyo, Universitatea Keio. Unele dintre cele mai mari universități naționale din Tokyo sunt:
- Universitatea Hitotsubashi
- Institutul Național de Studii Politice
- Universitatea Ochanomizu
- Universitatea Tokyo Gakugei
- Institutul de Tehnologie din Tokyo
- Universitatea de medicină și medicină stomatologică din Tokyo
- Universitatea de Agricultură și Tehnologie din Tokyo
- Universitatea de Studii Externe din Tokyo
- Universitatea de Științe și Tehnologie Marină din Tokyo
- Universitatea de arte din Tokyo
- Universitatea de Electro-Comunicații
- Universitatea din Tokyo

Există de asemenea și căteva universități bine cunoscute pentru cursurile desfașurate în limba engleză și pentru predarea limbii Japoneze. 
Printre acestea se număă:
- Globis University Graduate School of Management
- Universitatea Creștină Internațională
- Universitatea Sophia
- Universitatea Waseda

Tokyo este de asemenea sediul Universității Națiunilor Unite.
Grădinițe de stat, școli elementare (de la 1 la 6 ani), și școli primare (de la 6 la 9ani) sunt operate de cartierele speciale sau de minicipalități. Liceele în Tokyo sunt conduse de către Tokyo Metropolitan Government Board of Education și sunt numite Licee Metropolitane. Tokyo are de asemenea o mulțime de grădinițe și până la licee private.
- Aoba-Japan International School
- The British School in Tokyo
- Jingumae International Exchange School
- K. International School Tokyo
- Tokyo International School
- Canadian International School
- Tokyo West International School
- St. Mary's International School
- New International School

## Cultură

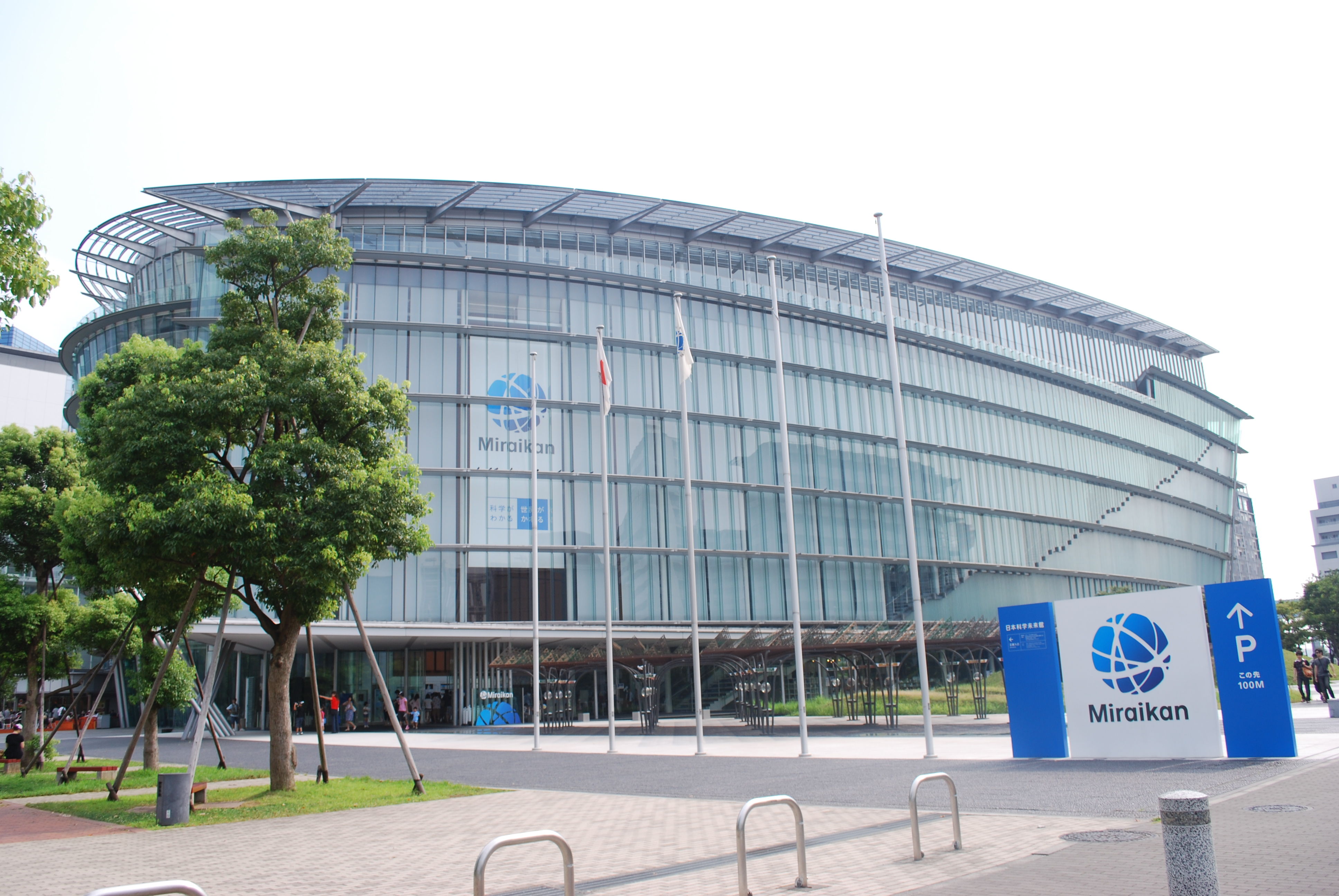
Muzeul Național al Științei și Inovației cunoscut și ca "Miraikan"

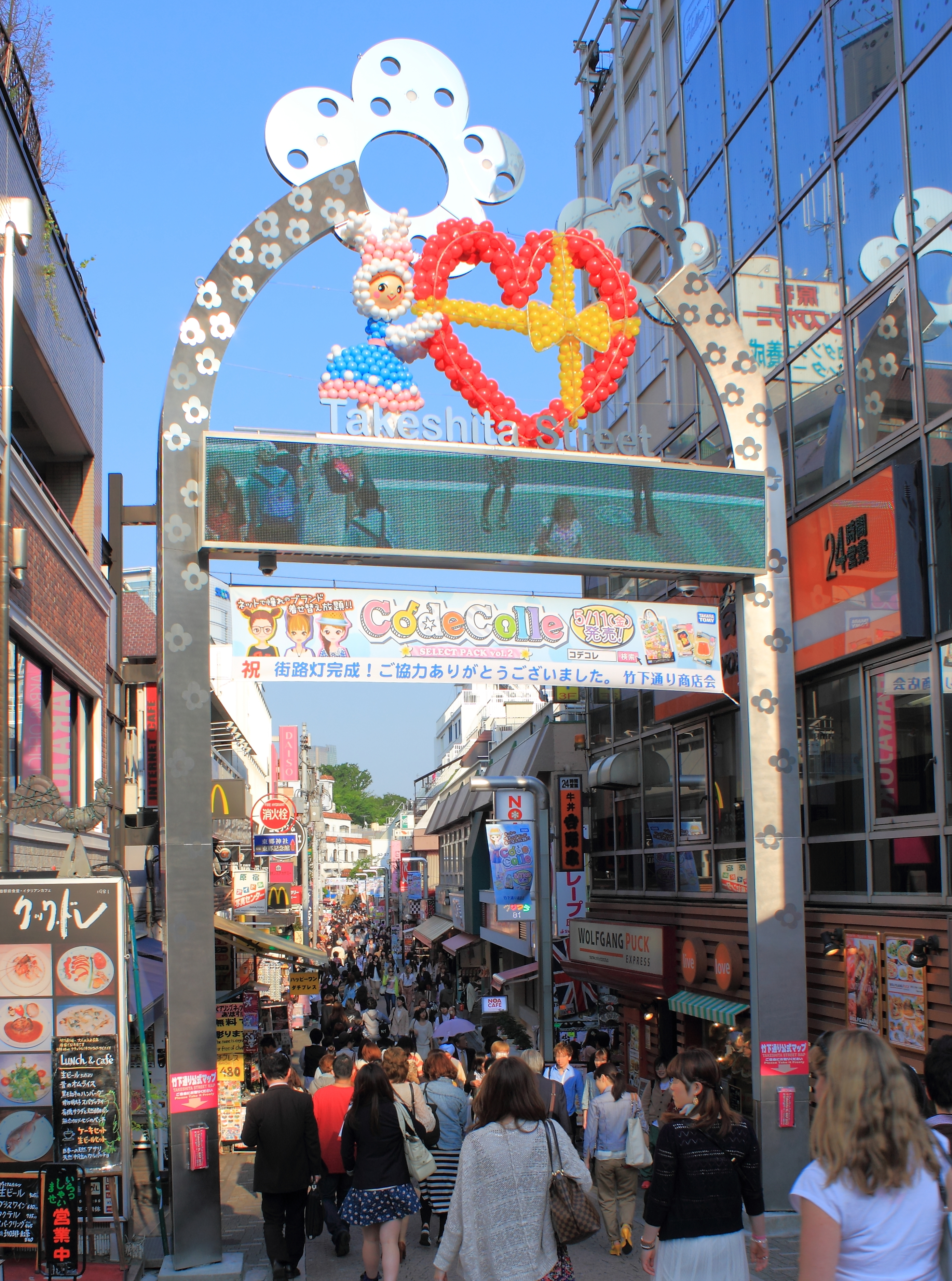
Strada Takeshita din Harajuku, centrul culturii adoleșcentine din Japonia

În Tokyo sunt multe muzee. În Parcul Ueno sunt Muzeul Național din Tokyo cel mai mare muzeu din țară care este specializat în Arte Japoneze tradiționalele; dar și Muzeul Național al Artelor Vestice și Gradina Zoologica din Ueno. Printre alte muzee se număra și Muzeul Național al Științei și Inovării din Odaiba; Muzeul Edo-Tokyo din Sumida, peste Râul Sumida din centrul orașului Tokyo; Muzeul Nezo în Aoyama; și National Diet Library, Arhivele Naționale, Muzeul Național la Artei Moderne care se află în apropierea palatului Imperial.
În Tokyo sunt numeroase teatre. Acestea includ teatre private și nationale în care se performează forme tradiționale de dramă japoneză. Merită menționate Teatrul Național Noh în care se joacă spectacole noh și Kabuki-za unde se joacă kabuki. Orchestre simfonice și alte organizații muzicale realizează muzică tradițională și modernă. Tokyo de asemenea găzduiește muzica modernă Japoneza dar și pop și rock internațional în locații variind de la cluburi intime și până la arene cunoscute la nivel internațional cum ar fi Nippon Budokan. 

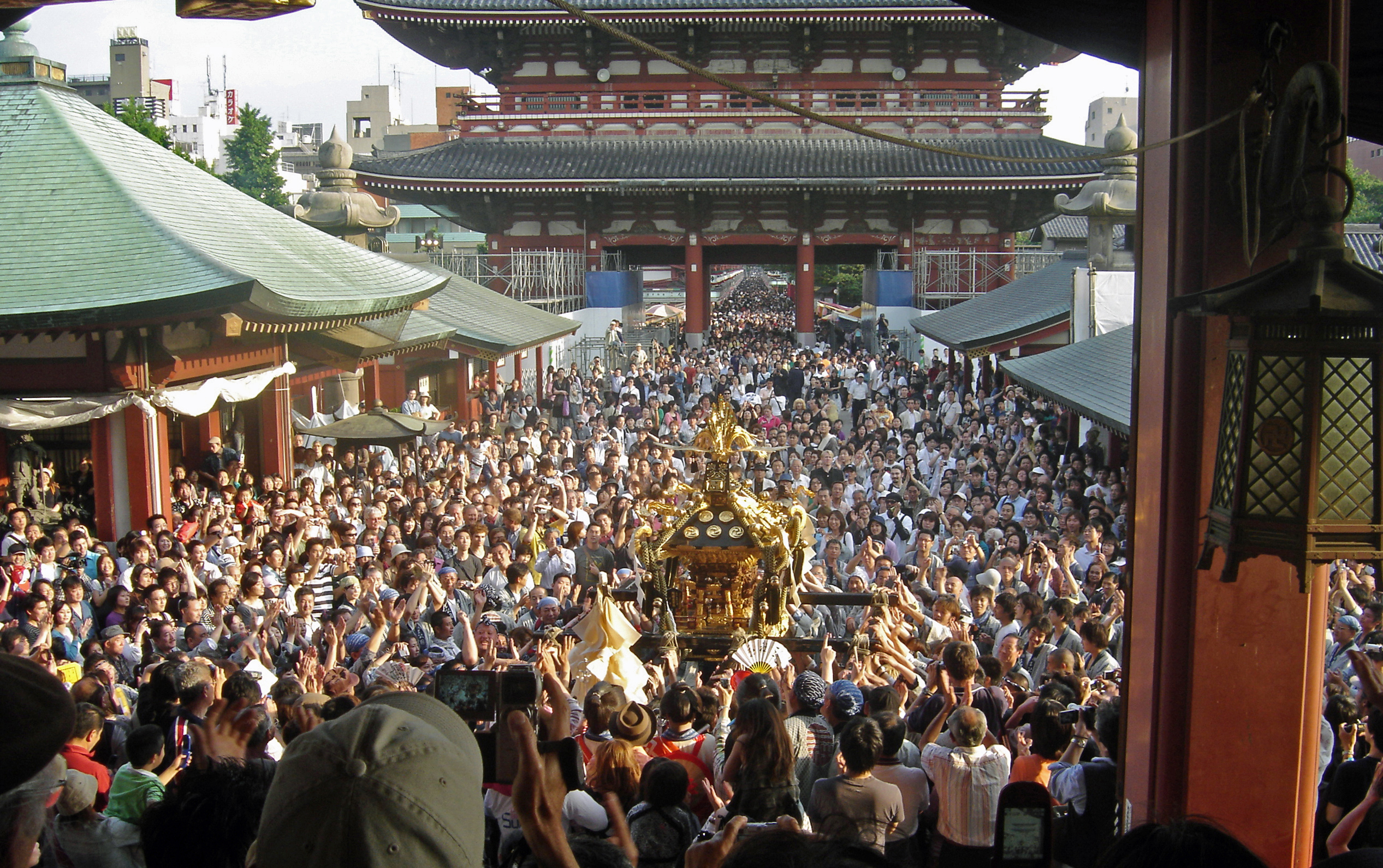
Festivalul în Asakusa

Multe festivaluri au loc în Tokyo. Evenimentele majore includ Sannō la Hie Shrine, Sanja la Asakusa Shrine și festivalul bienal de la Kanda. Ultimul are o paradă cu flotoare decorate și mii de oameni care participă. Anual în ultima Sâmbată a lunii iulie un foc de artificii enorm are loc peste Râul Sumida care atrage peste un million de privitori. Odată cu înflorirea cireșilor primavara, mulți localnici se adună în Parcul Uena, Parcul Inokashira și în Grădina Națională Shinjuku Gyoen pentru picnic sub cireșii înfloriți.
Harajuku este un cartier din Shibuya care este cunoscut la nivel mondial pentru stilul adoleșcentin, modă și cosplay.
Bucătăria din Tokyo este recunoscută la nivel internațional. În Noiembrie 2007 Ghidul Michelin a lansat primul ghid pentru locuri in care se pregatește fine dining în Tokyo, oferind în total 191 de stele, aproape dublu față urmatorul oraș Paris. Opt localuri au primit maximul de trei stele (Paris are 10), 25 au primit 2 stele iar 117 au primit o stea. Dintre cele opt restaurante de top, trei dintre ele oferă fine dining tradițional Japonez, două sunt case de Sushi iar trei oferă preparate din bucataria franceză.

## Sport

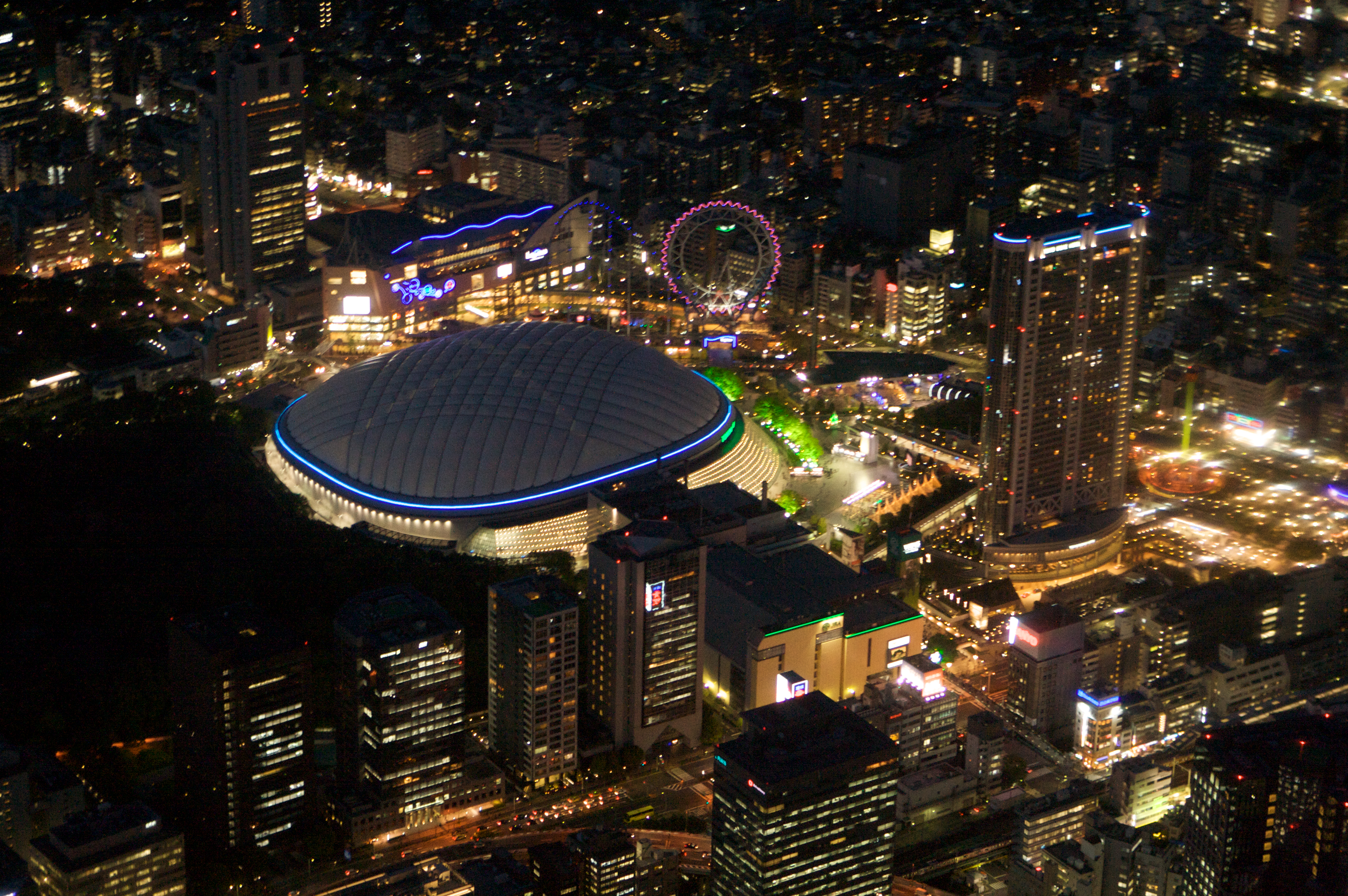
Tokyo Dome, stadionul echipei de baseball Yomiuri Giants

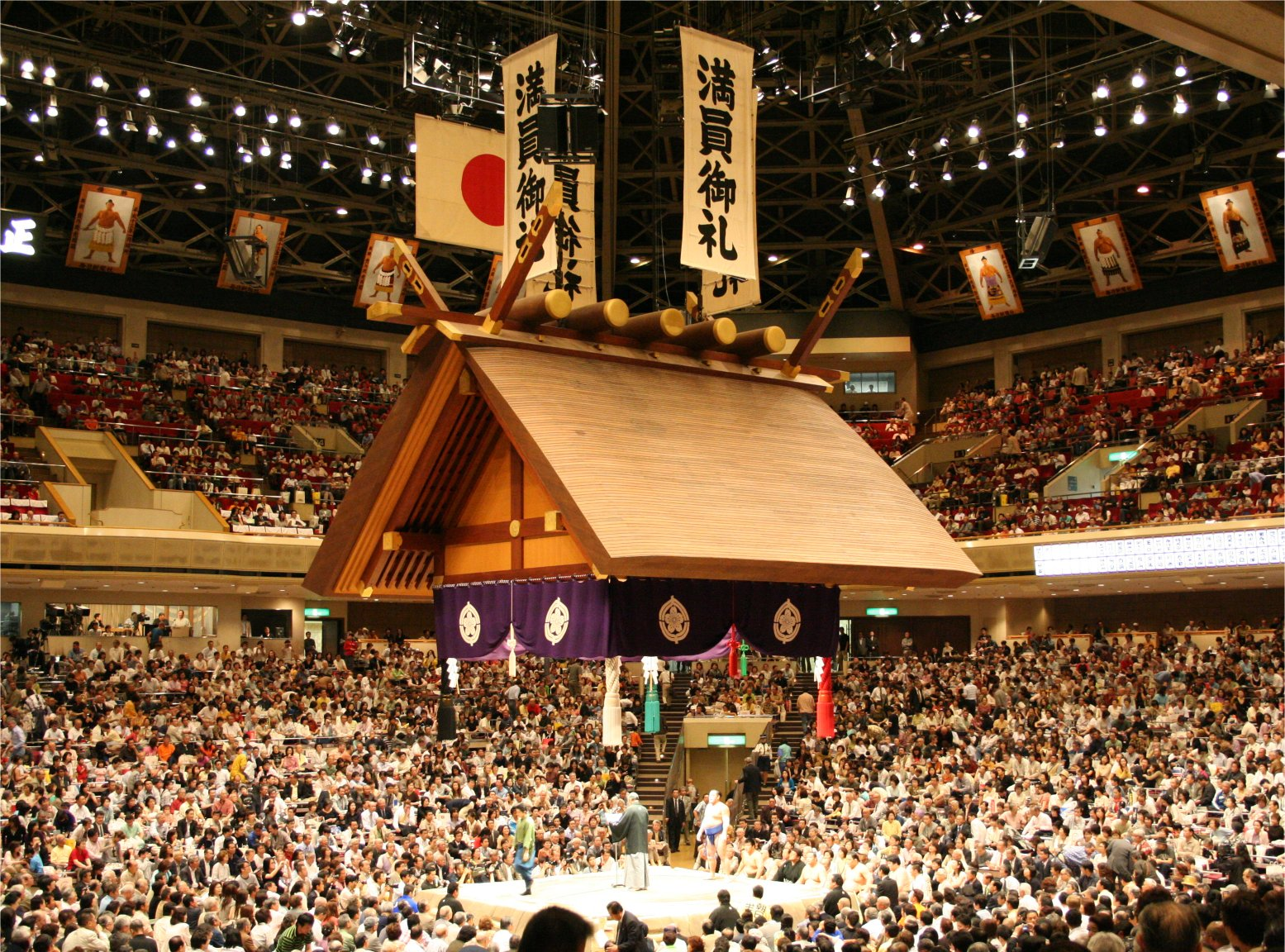
Ryōgoku Kokugikan arena de sumo

Tokyo care găzduiește o multitudine de sporturi este casa a două cluburi profesioniste de baseball, Yomuri Giants care joacă pe Tokyo Dome și Tokyo Yakult Swallows care joacă pe Stadionul Meiji-Jingu. Asociatia de Sumo Japoneză are de asemenea sediul în Tokyo la arena de sumo Ryōgoku Kokugikan unde anual sunt ținute trei turnee oficiale (în Ianuarie, Mai și Septembrie). Printre cluburile de fotbal din Tokyo se numără F.C. Tokyo și Tokyo Verdy 1969, amandouă joacă pe Stadionul Ajinomoto din Chofu. Printre cluburile de basketball se numară: Hitachi SunRockers, Toyota Alvark Tokyo și Tokyo Excellence.
Tokyo a găzduit Jocurile Olimpice de vară din 1964 astfel devenind primul oraș din Asia care a organizat jocurile olimpice. Stadionul Național cunoscut și ca Stadionul Olimpic găzduiește o serie de evenimente sportive internaționale. Cu o serie de arene spotrive de clasă mondială Tokyo adesea gazduiește evenimente sportive naționale și internaționale cum ar fi: turnee de tenis, înnot, maraton, rugby, fotbal, demonstrații de fotbal american, judo și karate. Tokyo Metropolitan Gymnasium din Sendagaya, Shibuya este un complex sportiv care include bazine de înot, săli de antrenament și o arenă interioară încăpatoare. Complexul a găzduit în octombrie 2011, Campionatele Mondiale de Gimnastică Artistică, în ciuda îndoielilor venite din partea Federatiei Internaționale de Gimnastică sustinand ca nu vor putea organiza campionatul din cauza tsunamiului de pe 11 martie 2011. Tokyo a fost selectat să orgaizeze Jocurile Olimpice de vara din 2020 și Jocurile Paralimpice de vară din 2020.

## În cultura populară
Fiind cel mai populat loc din Japonia și locul unde sunt cele mai mari studiouri de radio și de televiziune, Tokyo este deseori platoul de filmare a filmelor Japoneze, emisiuni, serii animate (Anime), și cărți de benzi desenate (Manga). În genul kaiju (film cu monștrii) simboluri emblematice ale orașului sunt adesea distruse de monștrii uriași precum în Godzilla și Gamera. Unii regizori de la Hollywood au folosit orașul drept fundal pentru filmele filmate în Japonia. Exemple de după război sunt: Tokyo Joe, My Geisha, Tokyo Story și filmul cu James Bond, You Only Live Twice; exemple recente includ Kill Bill, The Fast and the Furious: Tokyo Drift, Lost in Translation, Babel, și Inception.
Autorul japonez Haruki Murakami a plasat câteva dintre romanele sale în Tokyo (printre care și Pădurea norvegiană) și primele două romane ale lui David Mitchell au avut loc tot în Tokyo (Number9dream și Ghostwritten). Pictorul britanic Carl Randall a trăit zece ani în Tokyo ca artist, în acest timp a creat un corp de lucru care în care descrie străzile aglomerate și locurile publice.

## Personalități născute aici
- Takeo Arishima (1878 - 1923), scriitor;
- Kafū Nagai (1879 - 1959), scriitor;
- Yuriko Miyamoto (1899 - 1951), scriitoare;
- Yasujirō Ozu (1903 - 1963), regizor, scenarist;
- Fumiko Enchi (1905 - 1986), scriitoare;
- Akira Kurosawa (1910 - 1998), regizor, producător, scenarist;
- Shūsaku Endō (1923 - 1996), scriitor;
- Yoko Ono (n. 1933), artistă, muziciană, fosta soție a lui John Lennon;
- Moriteru Ueshiba (n. 1951), maestru aikido;
- Eiko Koike (n. 1980), actriță, fotomodel;
- Megumi Yasu (n. 1981), actriță;
- Megumi Sato (n. 1984), actriță;
- Ikusaburo Yamazaki (n. 1986), actor, cântăreț;
- Yuria Haga (n. 1987), actriță, fotomodel;
- Yukina Kinoshita (n. 1987), actriță;
- Arisa Sugi (n. 1989), actriță;
- Maho Matsunaga (n. 1993), actriță;
- Mei Nagano (n. 1999), actriță, fotomodel.

## Relații internaționale
Tokyo este membrul fondator al Asian Network of Major Cities 21 și este membru în Council of Local Authorities for International Relations. Tokyo este de asemenea unul dintre membrii fondatori al C40 Cities Climate Leadership Group.

### Orașe înfrățite
- New York City, Statele Unite  (din Februarie 1960)
- Beijing, China  (din Martie 1979)
- Paris, Franța  ("Acord de cooperare și prietenie", din Iulie 1982)[100]
- New South Wales, Australia  (din Mai 1984)
- Seul, Coreea de Sud  (din Septembrie 1988)
- Jakarta, Indonezia  (din Octombrie 1989)
- São Paulo, Brazilia l (din Iunie 1990)
- Cairo, Egipt  (din Octombrie 1990)
- Moscova, Rusia  (din Iulie 1991)
- Berlin, Germania  (din Mai 1994)
- Roma, Italia  ("Acord de cooperare si prietenie", din Iunie 1996)
- Londra, Regatul Unit  (din  Octombrie 2015)

## Alte lecturi

### Ghiduri
- Bender, Andrew, and Timothy N. Hornyak. Tokyo (City Travel Guide) (2010)
- Mansfield, Stephen. Dk Eyewitness Top 10 Travel Guide: Tokyo (2013)
- Waley, Paul. Tokyo Now and Then: An Explorer's Guide. (1984). 592 pp
- Yanagihara, Wendy. Lonely Planet Tokyo Encounter (2012)

### Contemporan
- Allinson, Gary D. Suburban Tokyo: A Comparative Study in Politics and Social Change. (1979). 258 pp.
- Bestor, Theodore. Neighbourhood Tokyo (1989). online edition
- Bestor, Theodore. Tsukiji: The Fish Market at the Centre of the World. (2004) online edition
- Fowler, Edward. San'ya Blues: Labouring Life in Contemporary Tokyo. (1996) ISBN 0-8014-8570-3.
- Friedman, Mildred, ed. Tokyo, Form and Spirit. (1986). 256 pp.
- Jinnai, Hidenobu. Tokyo: A Spatial Anthropology. (1995). 236 pp.
- Reynolds, Jonathan M. "Japan's Imperial Diet Building: Debate over Construction of a National Identity". Art Journal. 55#3 (1996) pp 38+.
- Sassen, Saskia. The Global City: New York, London, Tokyo. (1991). 397 pp.
- Sorensen, A. Land Readjustment and Metropolitan Growth: An Examination of Suburban Land Development and Urban Sprawl in the Tokyo Metropolitan Area (2000)
- Waley, Paul. "Tokyo-as-world-city: Reassessing the Role of Capital and the State in Urban Restructuring". Urban Studies 2007 44(8): 1465–1490. ISSN 0042-0980 Fulltext: Ebsco